# Castel Béranger
El Castel Béranger es un edificio residencial de estilo modernista cuya entrada principal se encuentra en el 14 de la Rue Jean-de-La-Fontaine, en el distrito XVI de París (Francia). Fue el primer inmueble de renta con alquileres moderados construido en este estilo en París. Fue diseñado y edificado entre 1895 y 1898 por Hector Guimard (1867-1942), quien, inspirándose en los principios racionalistas de Eugène Viollet-le-Duc y en las innovaciones estéticas de Victor Horta, consiguió gracias a esta obra una notoriedad inmediata.
Las fachadas del Castel Béranger, asimétricas, muestran numerosos retranqueos, salientes y juegos de materiales, colores y formas, algunos de los cuales reflejan el diseño interior. La fantasía creativa de Guimard se manifiesta también en el inédito diseño de los ornamentos de hierro y de los vitrales, pero estalla en el interior del edificio: el arquitecto, siguiendo el ideal fundacional del modernismo y usando mucho el arabesco, diseña cuidadosamente cada detalle de la decoración, todo ello buscando racionalizar los espacios.
El edificio cuenta con treinta y seis viviendas no muy grandes, todas ellas diferentes, incluidos cuatro talleres de artistas en la sexta planta, ocupados entre otros por el pintor Paul Signac y el arquitecto y decorador Tony Selmersheim. El Castel Béranger, que sorprendió al público por su aspecto, ganó tras su finalización el primer Concurso de Fachadas de la Villa de París y contribuyó de forma decisiva a impulsar en la capital francesa la arquitectura modernista y lo que su creador llamaba el «estilo Guimard». Un siglo después de su construcción, el Castel Béranger se convirtió en un condominio. En 1992 fue declarado monumento histórico de Francia.

## Descripción del edificio
El Castel Béranger es un edificio residencial privado del que es visible el exterior, incluido el lado del patio, y lo que puede apreciarse del vestíbulo a través del portal. Situado en una parcela de 700 m², está compuesto por dos edificios paralelos aproximadamente rectangulares, situados uno detrás del otro: el primero, bordeado al sureste por la Rue Jean-de-La-Fontaine, disimula el segundo, que está unido a él por un estrecho corps de logis en el lado noreste; el patio alargado que los separa comunica al suroeste con un callejón privado llamado Hameau Béranger, de donde procede el nombre del complejo. Los tres edificios tienen seis plantas. El pintor Paul Signac describió así el Castel para la edición del 15 de febrero de 1899 de La Revue Blanche:

Es un inmueble de renta muy moderno con tres cuerpos que tiene unos cuarenta apartamentos. Su fachada, en lugar de ser el habitual rectángulo perforado por aberturas simétricas, es múltiple: el ladrillo rojo o esmaltado, la piedra blanca, la arenisca flameada y la piedra de molino están dispuestos con varias tonalidades en secciones desiguales sobre las que escala, teñido de azul verdoso, el hierro de los balcones, los miradores, los anclajes, las cañerías y los canalones, y las boiseries, de idéntico color pero con un tono más claro. La puerta de entrada de cobre rojo brilla.

En efecto, la fachada hacia la Rue Jean-de-La-Fontaine no es simétrica, ni realmente plana, ni uniforme, lo que hace que parezca dividida en diferentes secciones esbeltas, algunas de las cuales están coronadas por dinteles triangulares. La planta baja y la primera planta están revestidas con sillería clara, al igual que una sección a la izquierda que sobresale ligeramente; el resto es de piedra de molino y ladrillo rojo para la sección de la derecha y la sexta planta. Por la fachada están diseminados irregularmente miradores, balcones con barandillas profusamente ornamentadas, caballitos de mar que decoran los anclajes y varios dinteles de ventanas con arcos. En la esquina sureste de la quinta planta, que está retranqueada, se abre una pequeña logia cuadrada. El portal principal, inscrito en un arco de circunferencia y enmarcado por dos columnas esculpidas, combina placas de cobre pulido con arabescos de hierro forjado de color turquesa, y a través del mismo se deja entrever el vestíbulo, que está revestido con paneles de gres vidriado y flameado con tonalidades que oscilan entre el verde y el cobrizo.

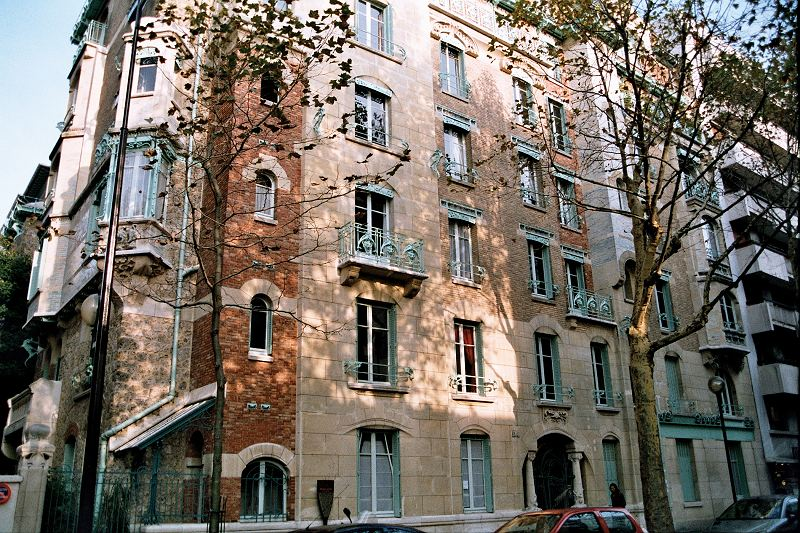
La fachada hacia la Rue Jean-de-La-Fontaine, en la esquina con el Hameau Béranger.
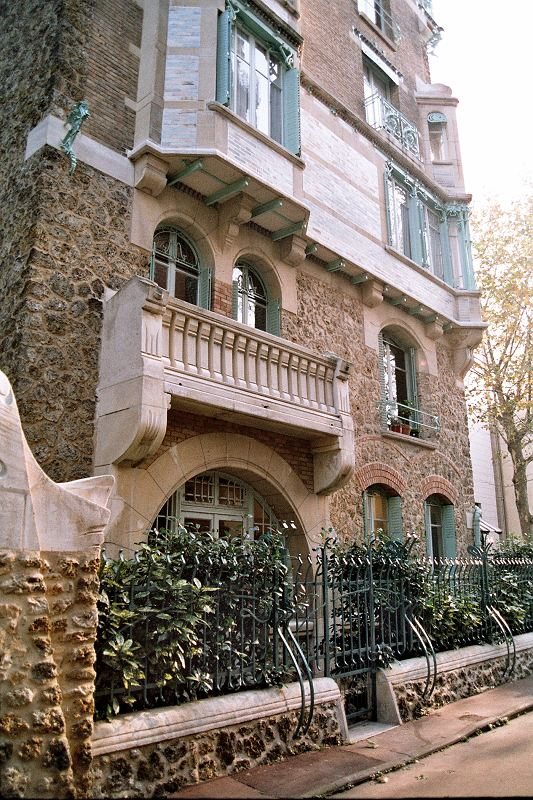
La fachada lateral hacia el Hameau Béranger.
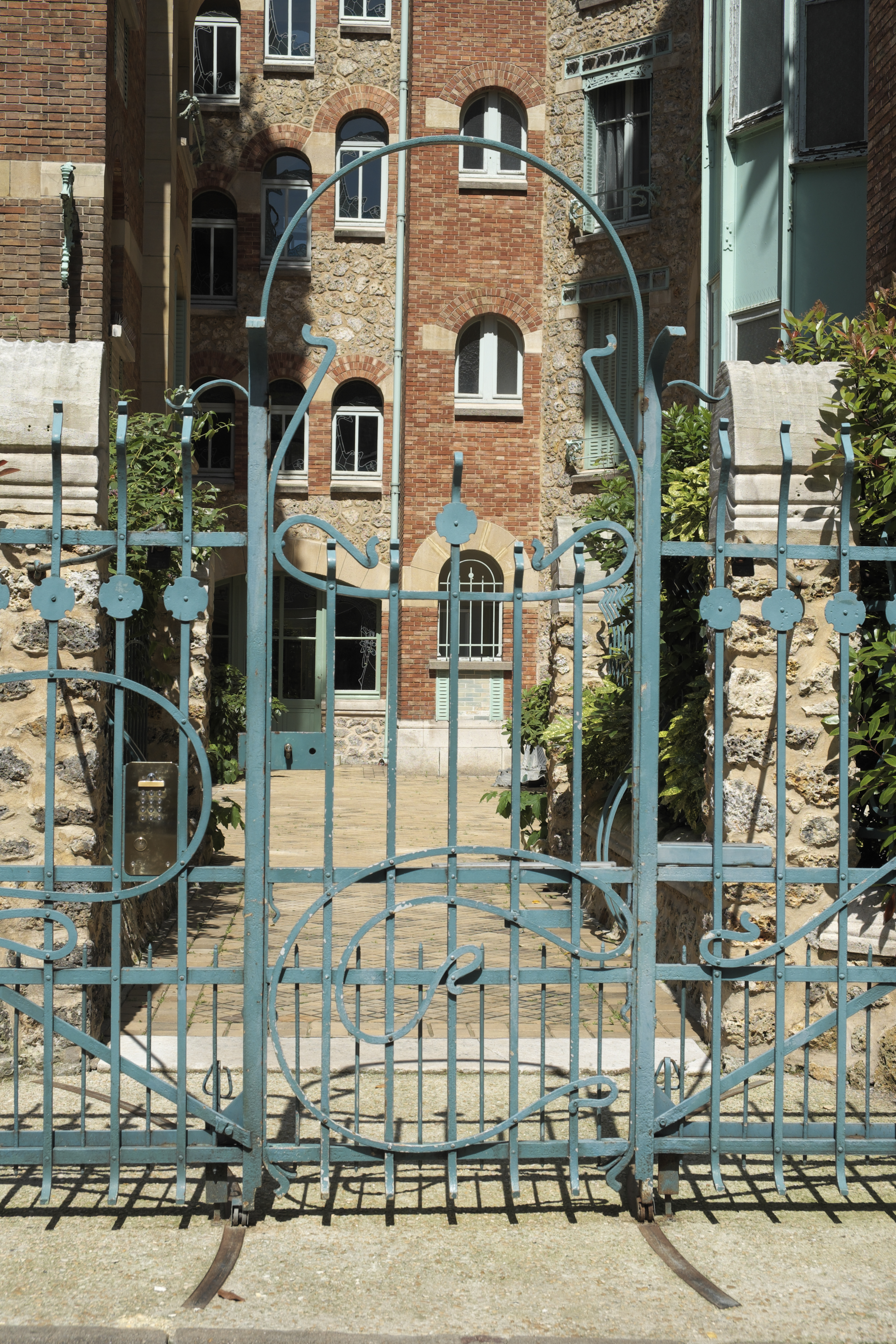
El patio interior visto desde el Hameau Béranger.
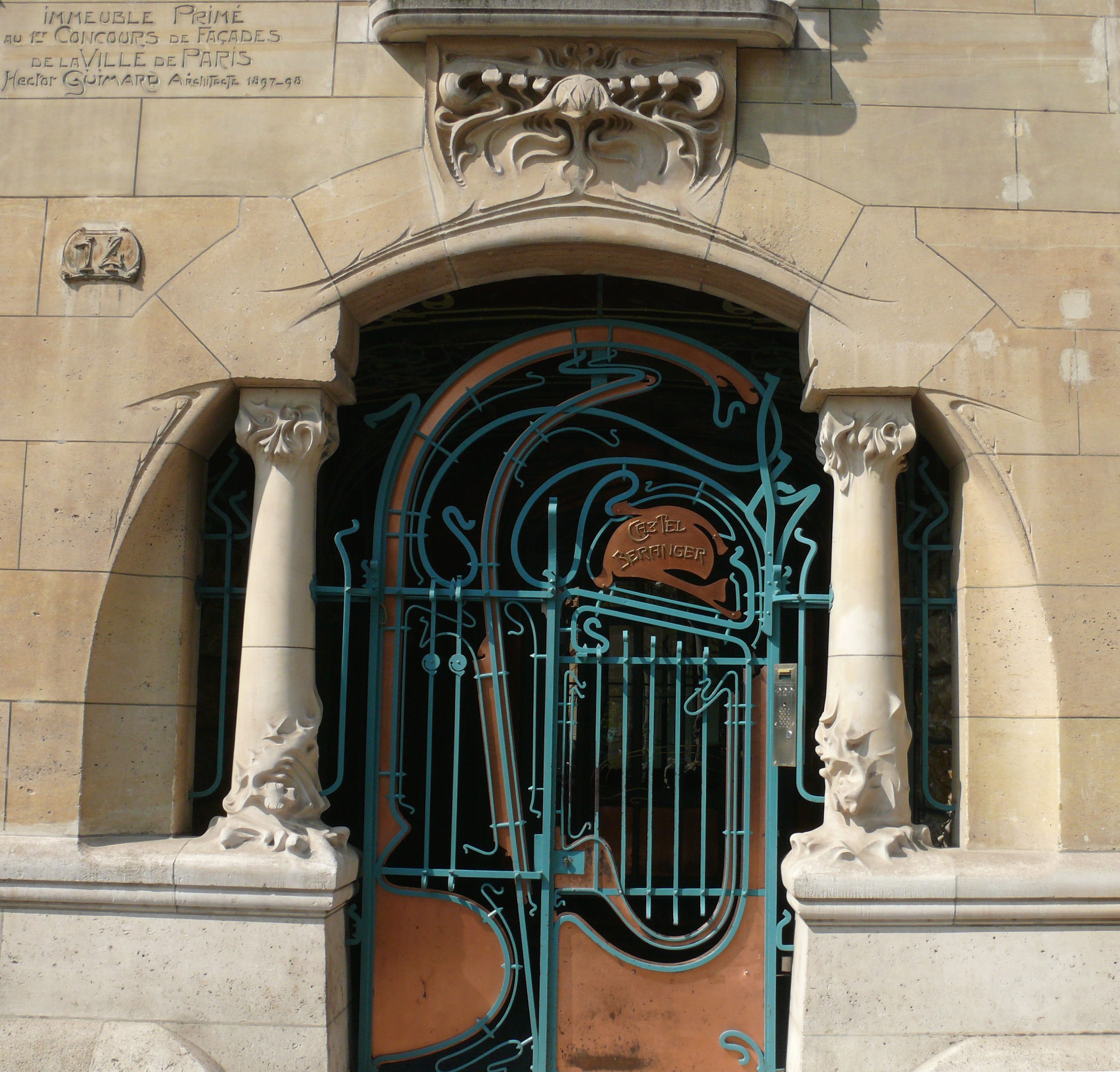
El portal principal, hacia la Rue Jean-de-La-Fontaine.

Las dos fachadas laterales hacia el Hameau Béranger, dominadas por la piedra de molino y el ladrillo, también son asimétricas, con falsos arcos, y están bordeadas por una reja interrumpida por algunos arabescos. Esta permite ver al fondo el ladrillo rojo del pequeño edificio noreste, perforado por ventanas escalonadas, mientras las dos fachadas que dan hacia el patio muestran varios salientes, incluida una parte metálica que sobresale como una torre. «Por la noche —asegura el historiador del arte Georges Vigne—, cuando se encienden las ventanas que dan hacia el patio interior, el edificio se convierte en un verdadero escenario teatral, continuamente cambiante, mientras la luz detalla una multitud de motivos».

## Historia
El diseño y la construcción del Castel Béranger pueden ser esbozados gracias entre otros a los archivos de Hector Guimard, conservados en su mayor parte en el Museo de Orsay. Las obras empezaron en otoño de 1895 y duraron unos dos años y medio: el arquitecto y decorador, como un verdadero maestro de obras, trabajó sin descanso en los diferentes elementos, y su frenesí innovador se revela sobre todo en el interior.

### Origen del proyecto
Hector Guimard, a la edad de veintisiete años, era todavía un arquitecto desconocido cuando se le confió el encargo de construir un inmueble de renta en el distrito XVI de París. A mediados de la década de 1890, Hector Guimard —que había pasado por la Escuela de Bellas Artes de París después de la Escuela Nacional Superior de las Artes Decorativas, donde también enseñó— tenía en su haber, como realizaciones arquitectónicas, una sala de café-concert, el pequeño pabellón de la electricidad en la Exposición Universal de París de 1889 y varias villas y hôtels particuliers en el barrio de Auteuil. Fue sin duda alguna a través de sus propietarios —como los Roszé, los Jassedé, los Delfau o la viuda del escultor Jean-Baptiste Carpeaux— como se introdujo en la comunidad burguesa católica de esa zona del distrito XVI, donde residía, y de esta manera conoció a Élisabeth Fournier (1835-1923), una viuda que deseaba invertir en bienes inmuebles.
Auteuil no se convertiría en un barrio verdaderamente burgués hasta una década más tarde, con la llegada de una línea de metro: hasta entonces, a finales del siglo xix, el barrio albergaba todavía a obreros, artesanos y comerciantes, y las tiendas estaban al lado de almacenes o fábricas. Élisabeth Fournier había adquirido allí, en la esquina de la Rue Jean-de-La-Fontaine y el Hameau Béranger, una parcela de terreno edificable situada en el antiguo parque del Castillo de la Tuilerie. Dirigiéndose a la clase media, pretendía compensar con un elevado número de viviendas la relativa baja cuantía de los alquileres.
El 19 de febrero de 1895 se presentó en la Prefectura del departamento del Sena un primer proyecto, quizá todavía de inspiración neogótica. El 27 de junio se presentó un segundo proyecto, que contemplaba un triple inmueble de renta con treinta y seis viviendas y estaba acompañado por planos fechados en el mes de marzo. Mientras esperaba la validación de los servicios de la red viaria, Guimard supervisó su obra de la Escuela del Sagrado Corazón, en la Avenue de La Frillière, y la de la segunda planta del Atelier Carpeaux, en el Boulevard Exelmans.

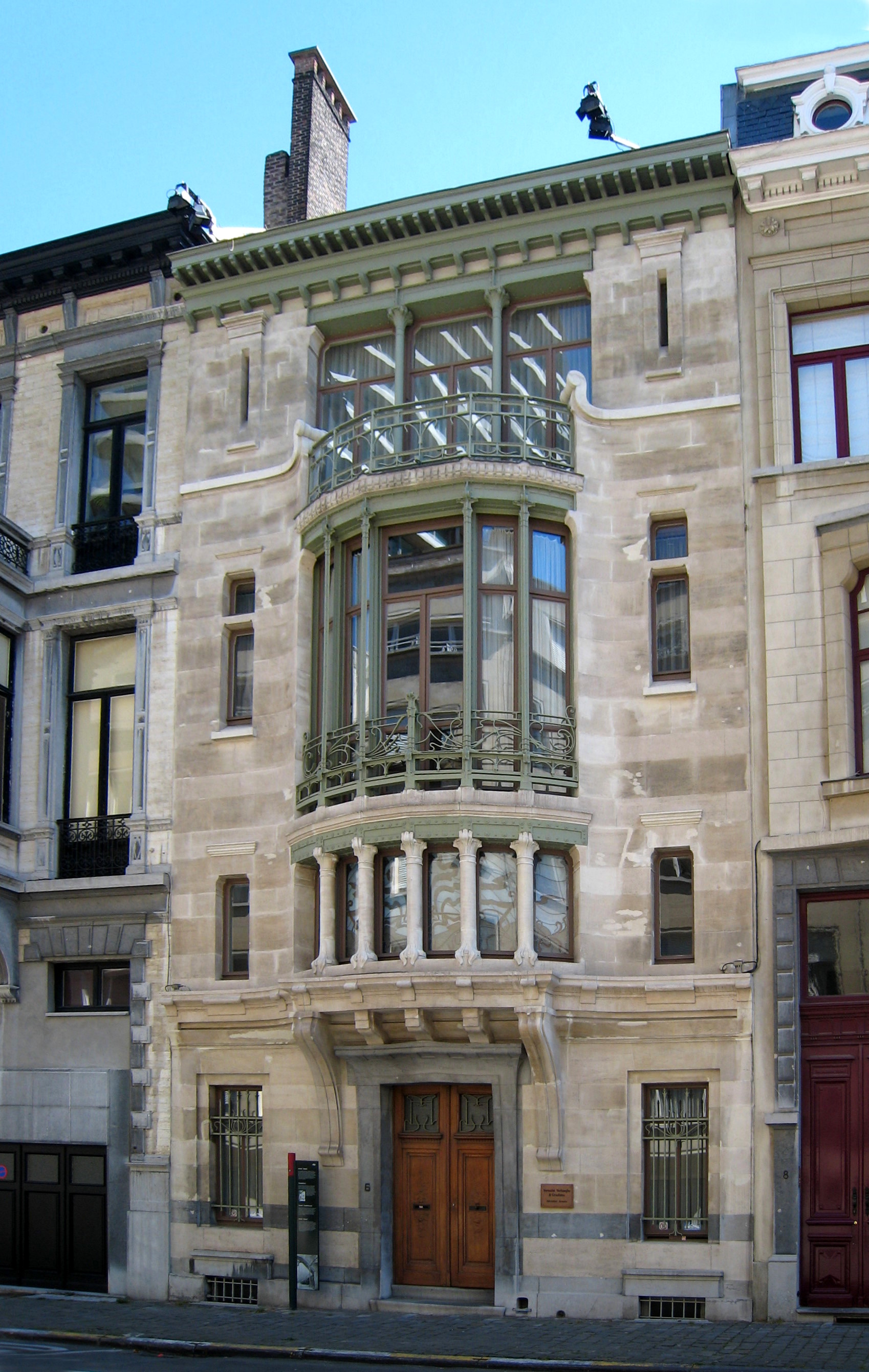
La Casa Tassel de Bruselas, obra de Victor Horta.

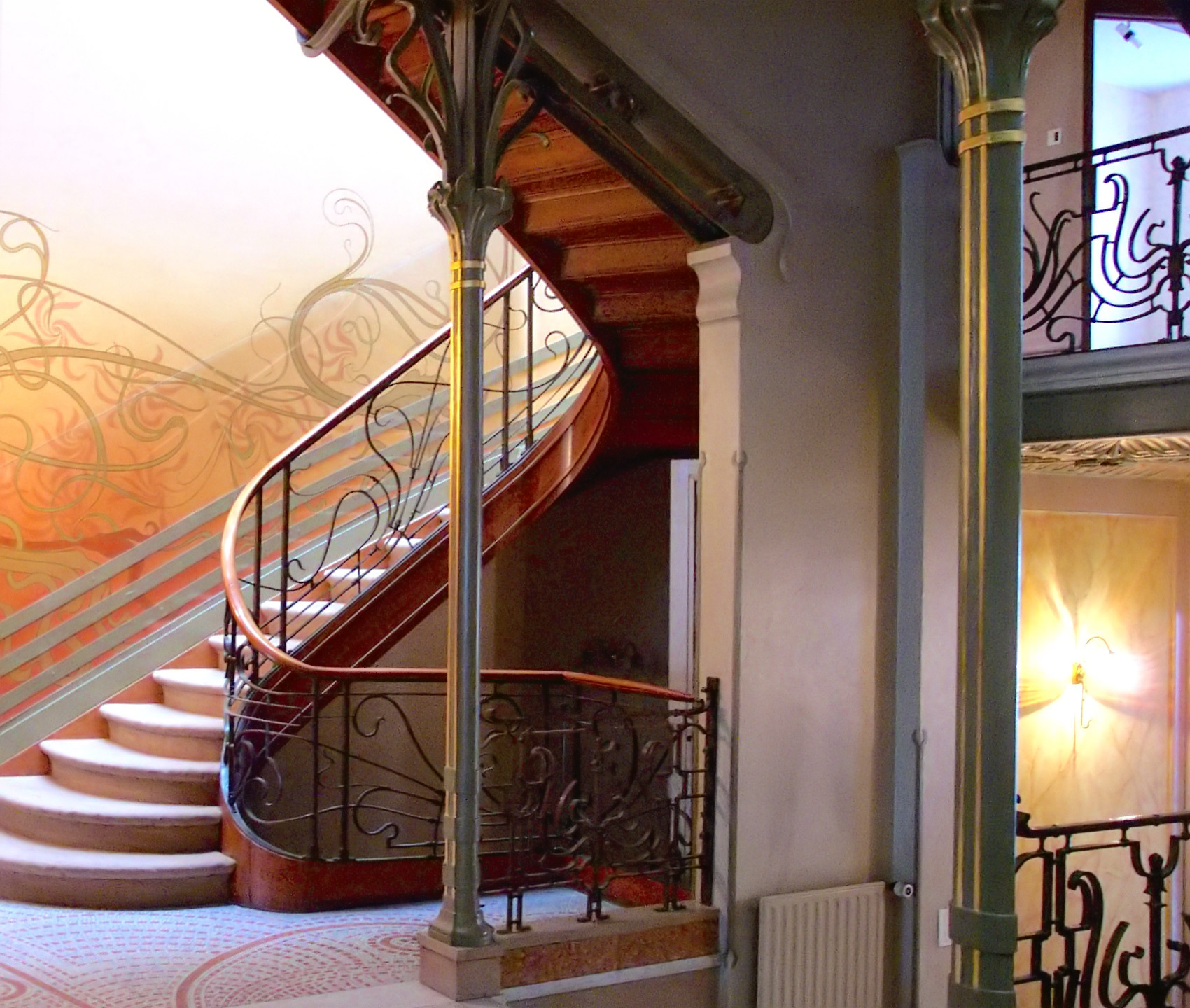
La escalera de la Casa Tassel.

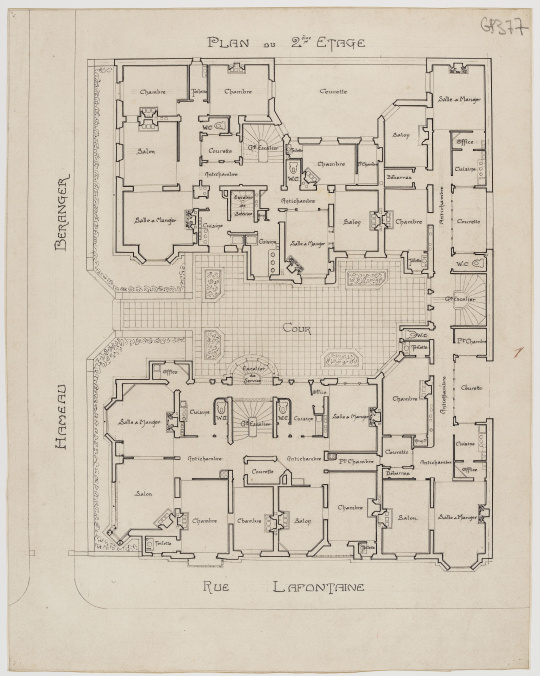
Plano de la segunda planta, tinta sobre papel, Museo de Orsay.
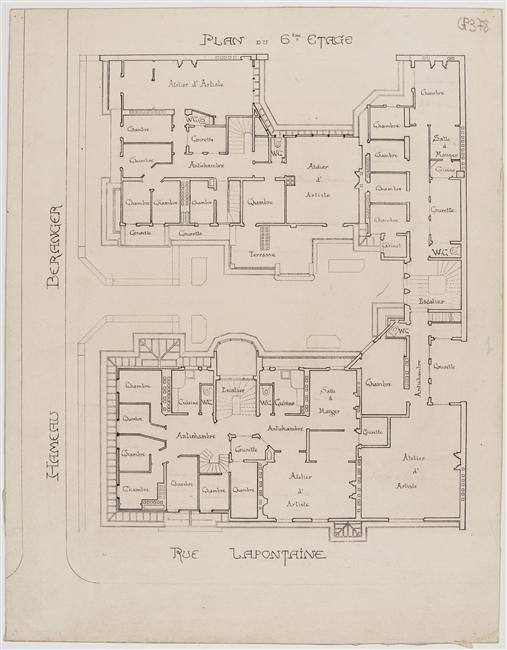
Plano de la sexta planta, tinta sobre papel, Museo de Orsay.

En el curso del verano, respondiendo a una invitación del arquitecto y decorador Gustave Serrurier-Bovy gracias a una beca, Guimard efectuó un viaje a Lieja y Bruselas, «cuna de la nueva estética», que —después de Inglaterra, sus ranchos y las obras del movimiento Arts and Crafts— sería su «camino de Damasco». Allí se encontró con Paul Hankar y descubrió los trabajos de la Escuela de Glasgow, liderada por Charles Rennie Mackintosh, pero fueron las obras de Victor Horta (1861-1947) las que constituyeron para él una revelación, en particular la fachada con miradores curvos y la lujosa decoración interior de la Casa Tassel, que le servirían de inspiración. El 16 de septiembre de 1895 se otorgó la licencia de obra del que en el papel se llamaba todavía «Castel Fournier», para el cual la viuda dio carta blanca al arquitecto.

### Evolución y construcción
De vuelta a París, Guimard modificó ostensiblemente el proyecto de su nuevo inmueble pero sin alterar su estructura. Ya no era momento de alterar los planes de conjunto aprobados por la prefectura, y en consecuencia la estructura del edificio y su volumetría permanecieron conforme a la solicitud presentada en junio. En cambio, aunque eso significara tener que convencer a su cliente de invertir un poco más de dinero, el joven arquitecto daría rienda suelta a su fantasía creativa para la ornamentación de las fachadas y la decoración interior.

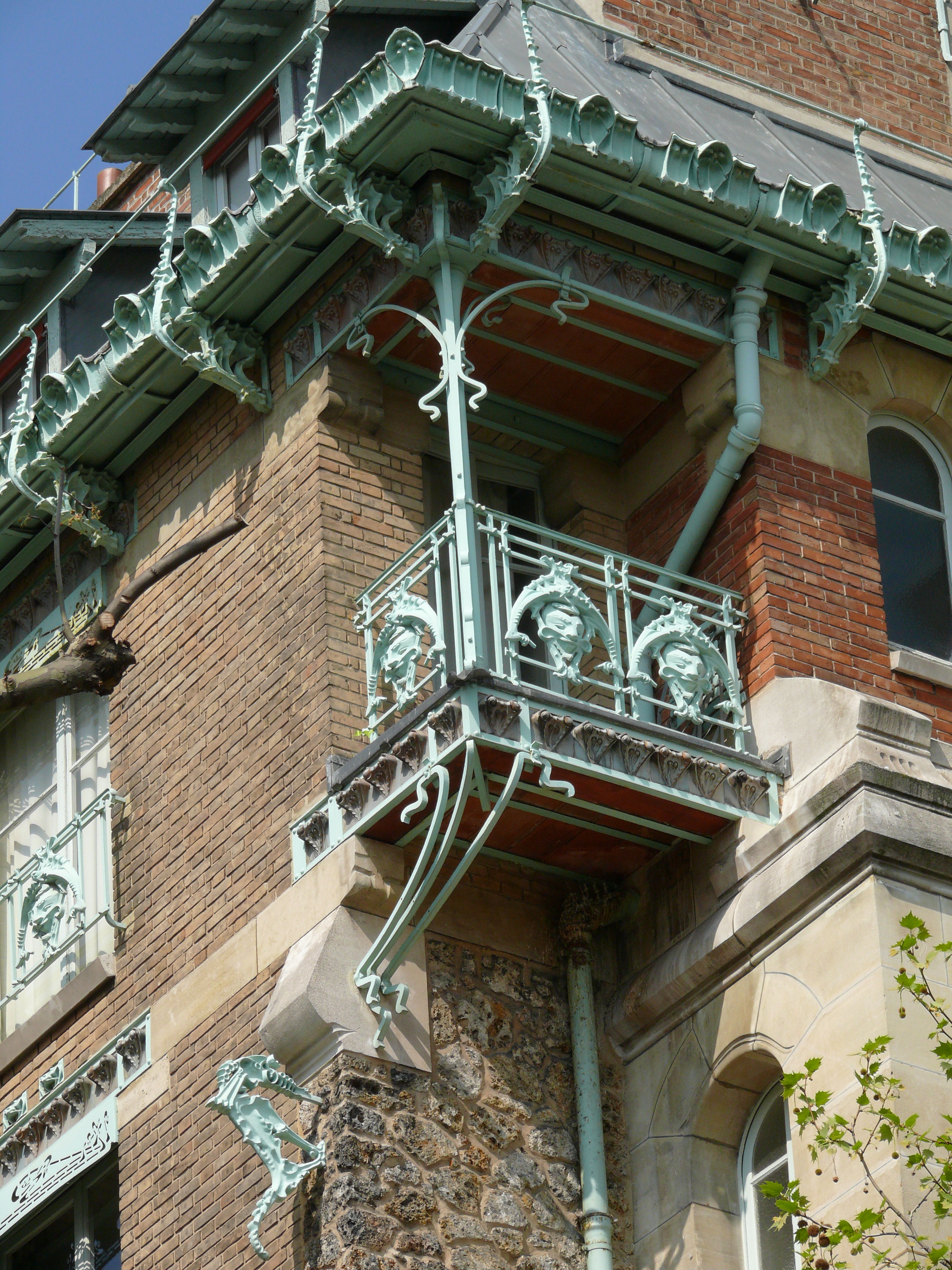
Esquina suroeste y logia: sillería, piedra de molino, ladrillo beige o rojo y hierro forjado.

Esta decoración sería elaborada a medida y al mismo tiempo que avanzaba la estructura, se inició tras la recepción de la licencia de obra y se completó en diciembre del año siguiente: en la primavera de 1896 se añadieron falsos arcos y chimeneas, y durante el verano algunos elementos exteriores en la última planta y los marcos de las puertas. A finales de 1896, varios apartamentos ya estaban listos pero la decoración del vestíbulo y de los huecos de las escaleras estaba todavía en estudio. En la primavera de 1897, cuando las obras de revestimiento de suelos y paredes y de ornamentación continuaban en las zonas comunes y algunos apartamentos, ya estaban alquiladas veinticinco de las treinta y seis viviendas.
En cuanto a los materiales de construcción, la sillería de los zócalos se utiliza también para la fachada hacia la Rue Jean-de-La-Fontaine, la más opulenta; en el patio y hacia el callejón imperan, porque son más económicos, la piedra de molino y el ladrillo. Este, rojo, gris o esmaltado de tonos verdosos, azulados y rosados, se usa allí donde no puede debilitar el edificio, como en las partes altas o el avant-corps. Al igual que muchos otros arquitectos modernistas europeos, Guimard decide mezclar también en los apartamentos y en las zonas comunes varios materiales más o menos «nobles» —hierro fundido, bronce, chapa, hierro forjado, cobre, latón, ladrillo, cerámica, gres flameado, porcelana, vitral, madera, etc.— y explotar aquellos que eran de invención reciente, como el lincrusta extraído del linóleo patentado por Frederick Walton en 1877, el ladrillo de vidrio hueco inventado en 1886 por el ingeniero Gustave Falconnier, o el vidrio «americano» opalescente de Tiffany.
Siguiendo un principio fundamental del modernismo y la concepción que tenía Victor Horta, el Castel Béranger es una obra de arte total en la que el arquitecto, haciéndose decorador, se hace cargo de todos los aspectos de la construcción. Además de las rejas, frisos y barandillas, de una linterna para el patio y de una fuente con su grifo, diseñó todos los elementos decorativos del interior: los muros del vestíbulo, en los que el gres flameado evoca una cueva o un abismo; los dinteles, frisos y chimeneas, también de gres flameado; los pasamanos y las alfombrillas de las escaleras, los mosaicos de los suelos, vitrales, dados, el papel pintado, hornos, lavabos, grifos, cerraduras, manijas de puertas y de ventanas, etc.
Al margen de las chimeneas, sus espejos y el mobiliario de baño, no diseñó muebles para los apartamentos porque sus inquilinos aportarían los suyos pero, preocupado por los detalles prácticos, instaló en el vestíbulo una cabina telefónica, una comodidad muy rara en la época, y diseñó un buzón que no se conserva en la actualidad. Sus numerosos diseños testimonian tanto su productividad como su método: primero dejar ir sin freno su imaginación y posteriormente depurar poco a poco racionalizando.

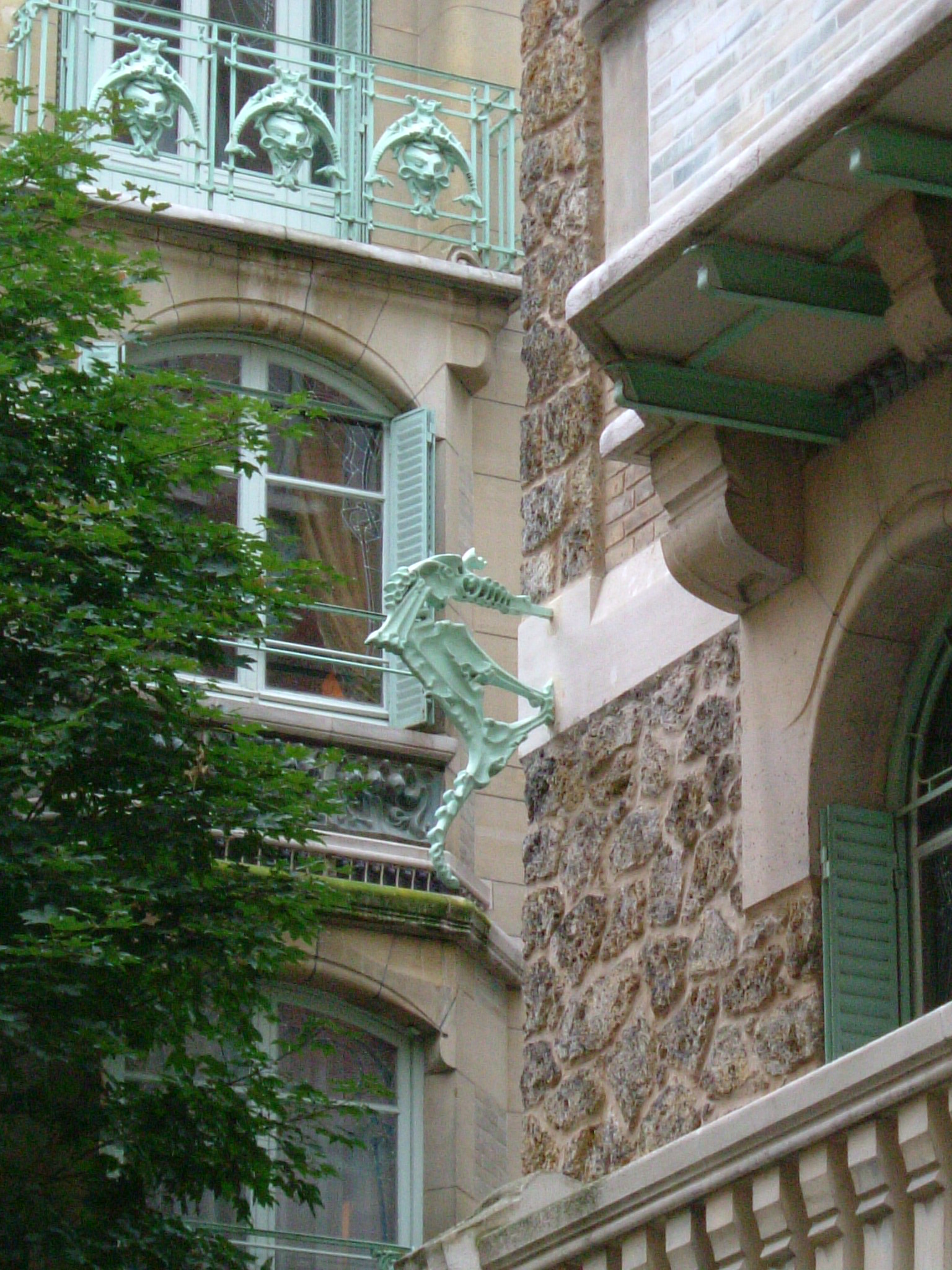
Caballito de mar y máscaras de hierro forjado.
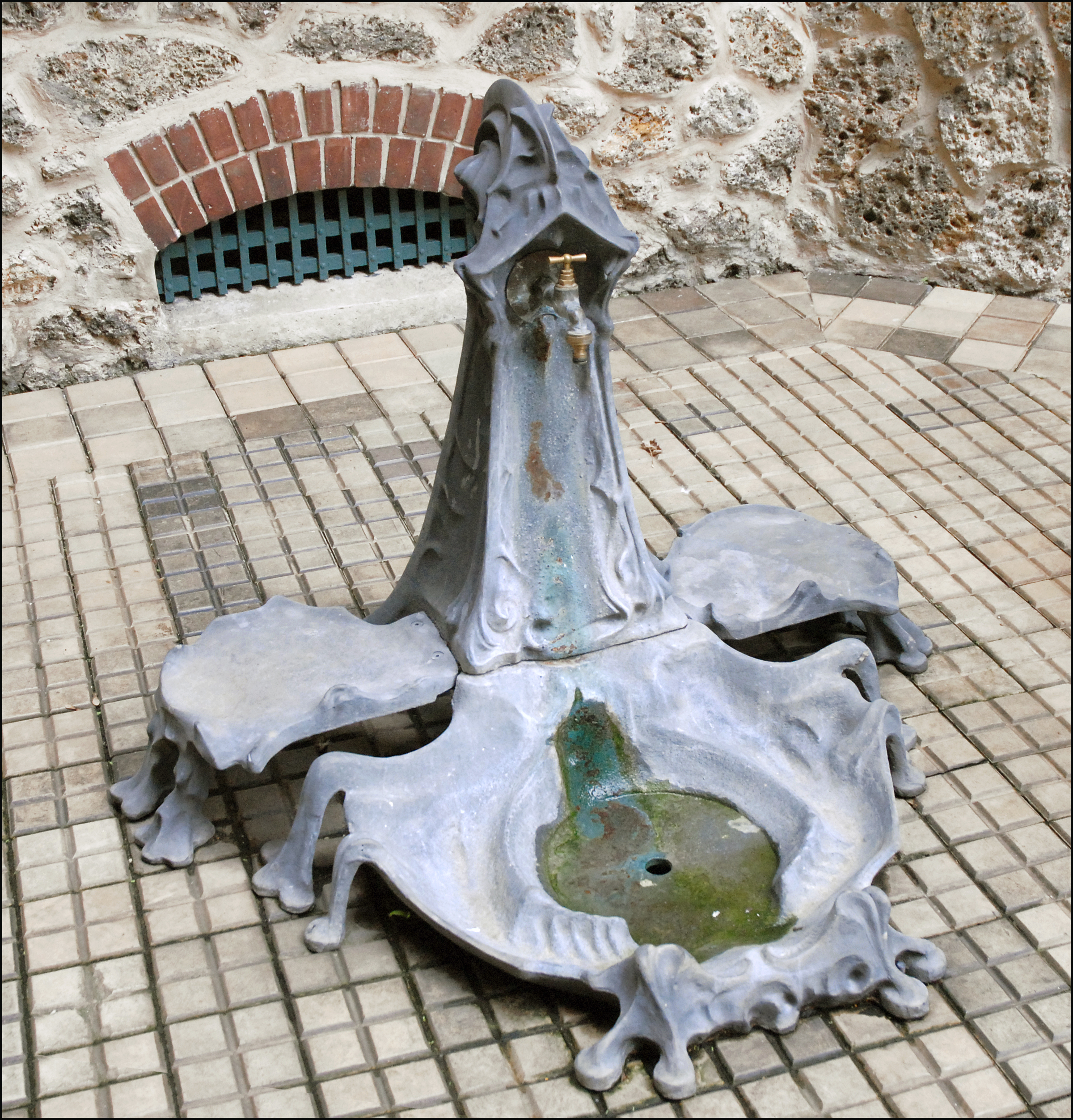
La fuente del patio interior.
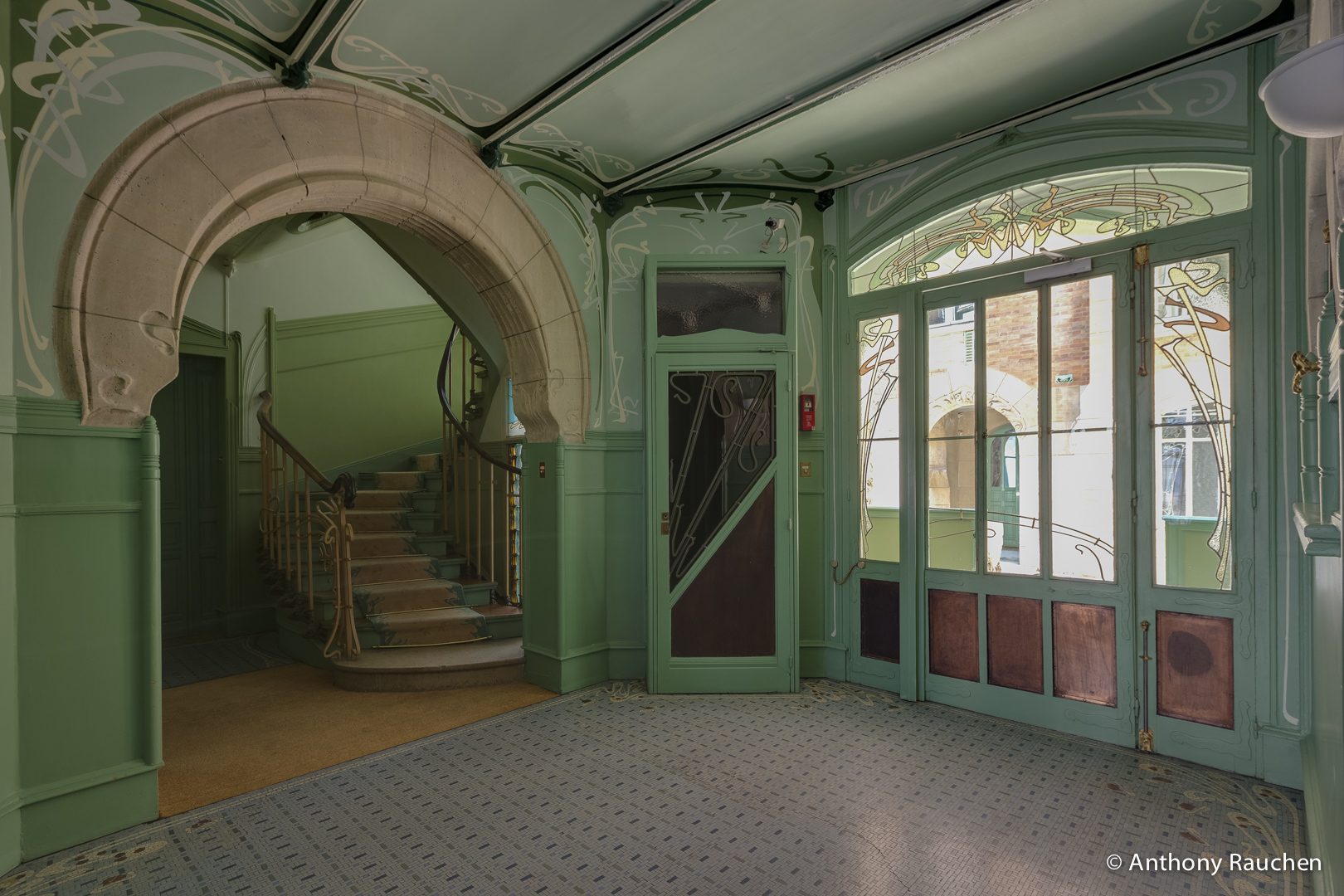
El vestíbulo principal, con su cabina telefónica.
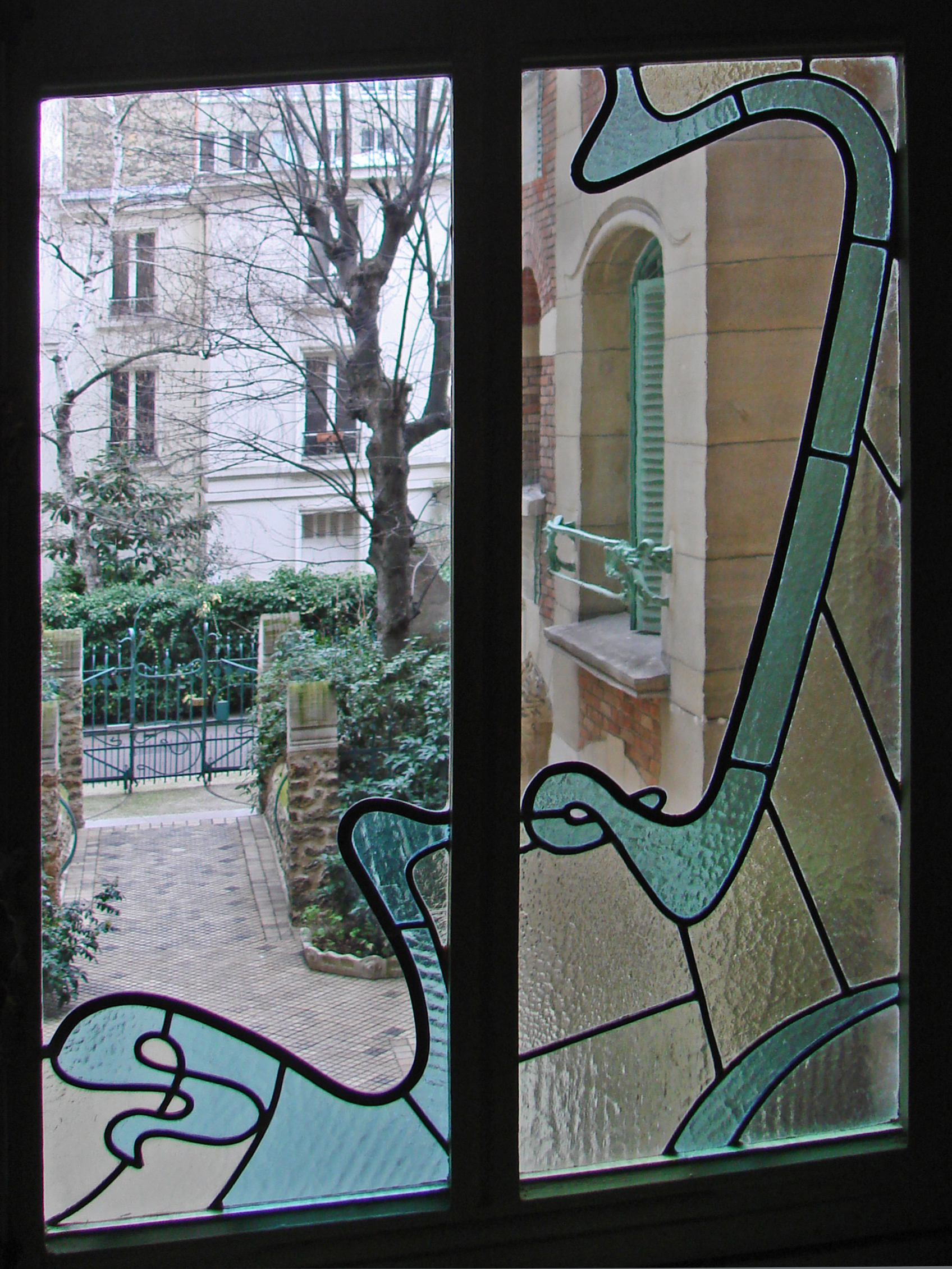
Ventana que da hacia el patio y el callejón.

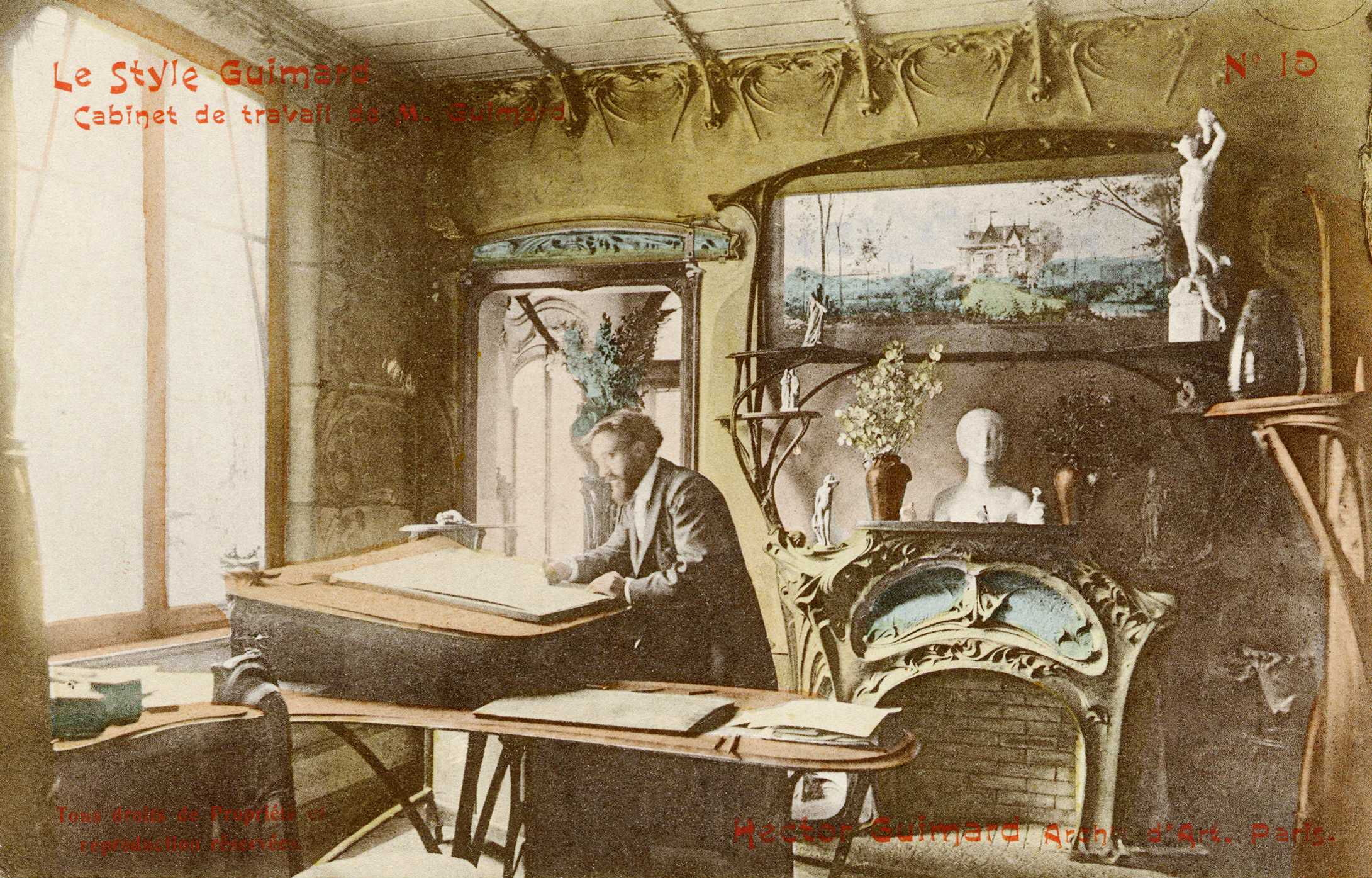
Hector Guimard en su agencia-taller del Castel Béranger hacia 1900.

El maestro de obras realizó encargos a más de una treintena de empresas, como la del célebre Alexandre Bigot para las cerámicas o la del escultor estrasburgués Jean-Désiré Ringel d'Illzach para los elementos exteriores de hierro fundido, incluidos caballitos de mar como insignias y, en las barandillas de los balcones, máscaras estilizadas probablemente con la efigie del arquitecto. Aunque el arquitecto sueña ya con modelos producidos en serie y presentes en un catálogo, la producción de la mayor parte de las piezas de decoración se seguía controlando in situ en sus talleres: hasta 1904, en efecto, su agencia estaba situada en la esquina de la planta baja, y se reservó para él una vivienda. A lo largo del año 1898, el triple inmueble se terminó y ocupó completamente.

## El «estilo Guimard»
«Muy meditado, el Castel Béranger es […] la expresión de la fantasía efervescente de un arquitecto de treinta años entonces prácticamente desconocido, deseoso de hacerse notar con una obra importante»: su celebridad y también su estilo datan de este proyecto, que desarrolla el imperativo modernista del vínculo entre estructura y ornamento.

### Heredero de Viollet-le-Duc
Todos los historiadores del arte y de la arquitectura están de acuerdo en ver en Hector Guimard un continuador de Eugène Viollet-le-Duc. De una lectura profunda del padre de la arquitectura moderna, Guimard mantuvo —al margen de algunas novedades arquitectónicas y de un gusto por la Edad Media presente en la denominación «Castel»— la idea de modernizar las viviendas en línea con los principios fundamentales del racionalismo, resucitar las artes decorativas y mostrar en el exterior algo del diseño interior.
A grandes rasgos, el historiador de la arquitectura y del patrimonio Jean-Michel Leniaud considera que las fachadas del Castel Béranger, en particular la que da hacia la Rue Jean-de-La-Fontaine, siguen «marcadas por las concepciones severas de Viollet-le-Duc»: planitud, salvo algunos miradores, desvanes bajo un tejado a dos aguas, aberturas rectangulares o con arcos de medio punto, ventanas de buhardilla y mezclas de colores y materiales. «La línea recta —añade el conservador del patrimonio Georges Vigne— mantiene sus derechos, pero animada ya por retranqueos, salientes y falsos arcos». El historiador del arte Philippe Thiébaut, considerando por el contrario que no se puede hablar de planitud, insiste sobre todo en la asimetría de las fachadas del Castel, porque esto es para él lo que hace de este edificio «una de las aplicaciones más avanzadas de los principios preconizados por Viollet-le-Duc», quien, recuerda, consideraba la simetría como una simple costumbre visual y no una condición del arte.

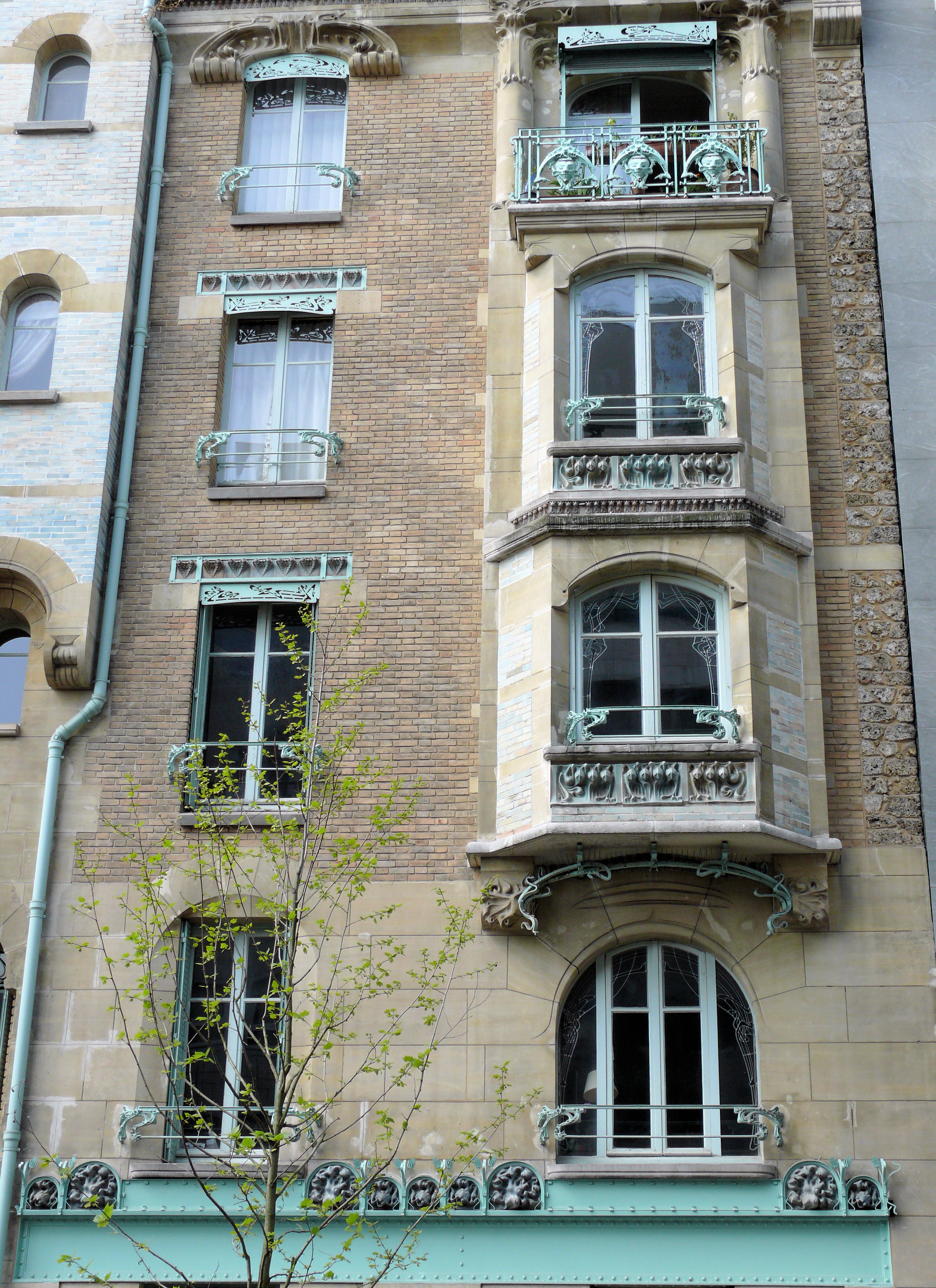
Los miradores hacia la calle de los comedores.
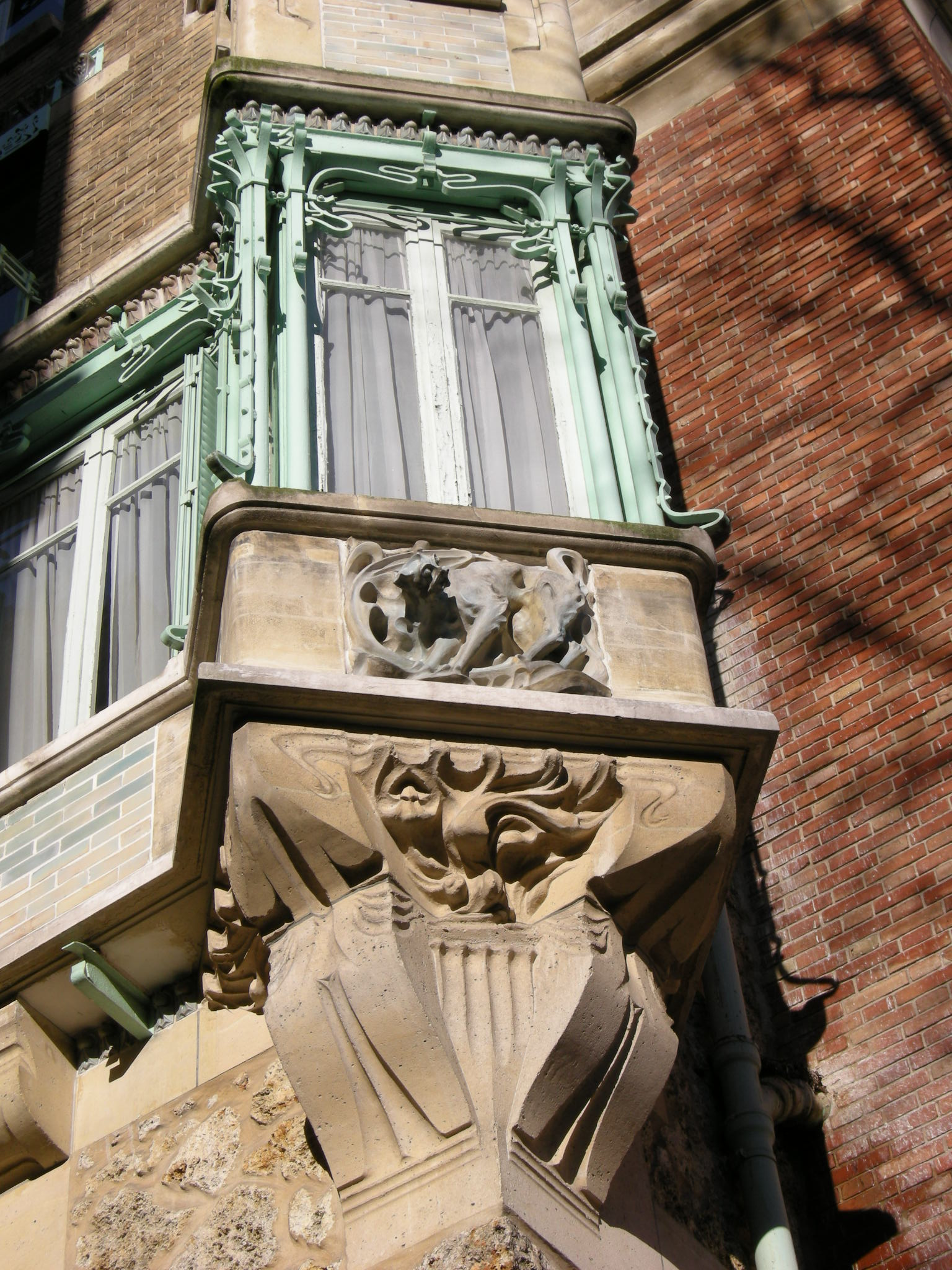
Garita en la esquina de la segunda planta.
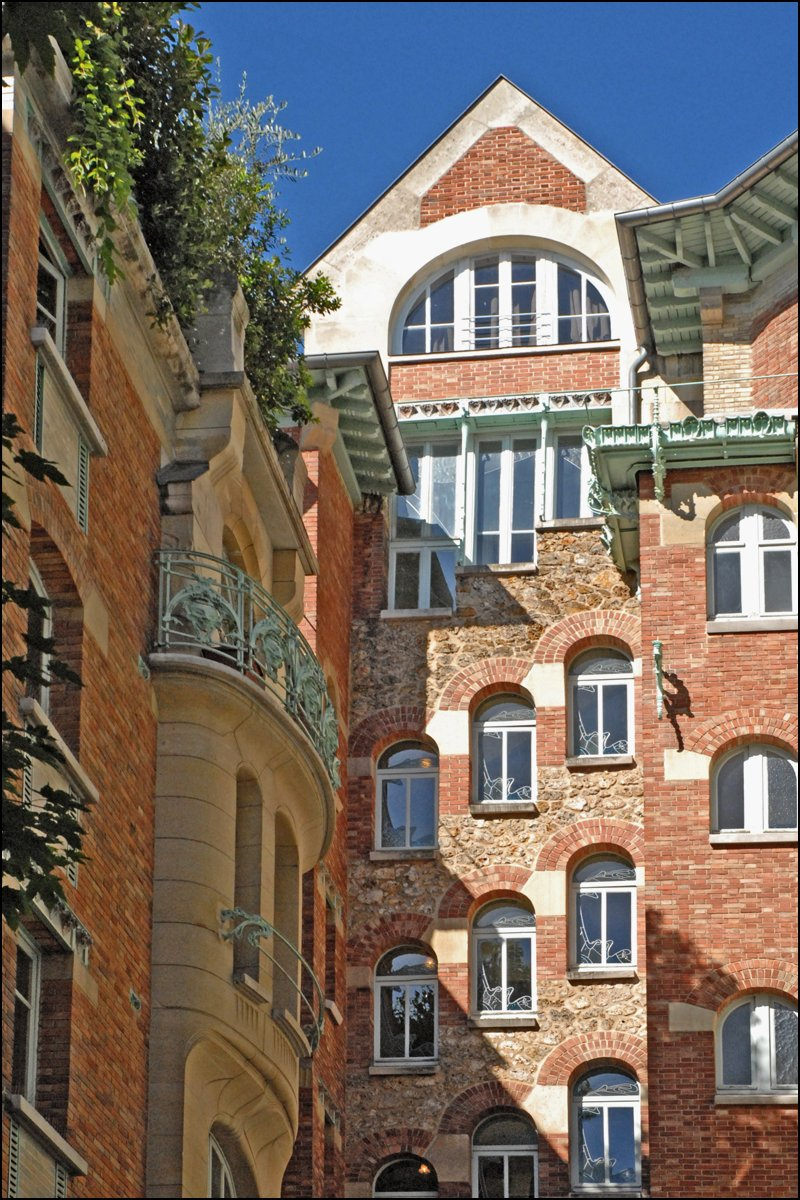
Edificio trasero (a la izquierda) y parte posterior del primer edificio hacia el patio.
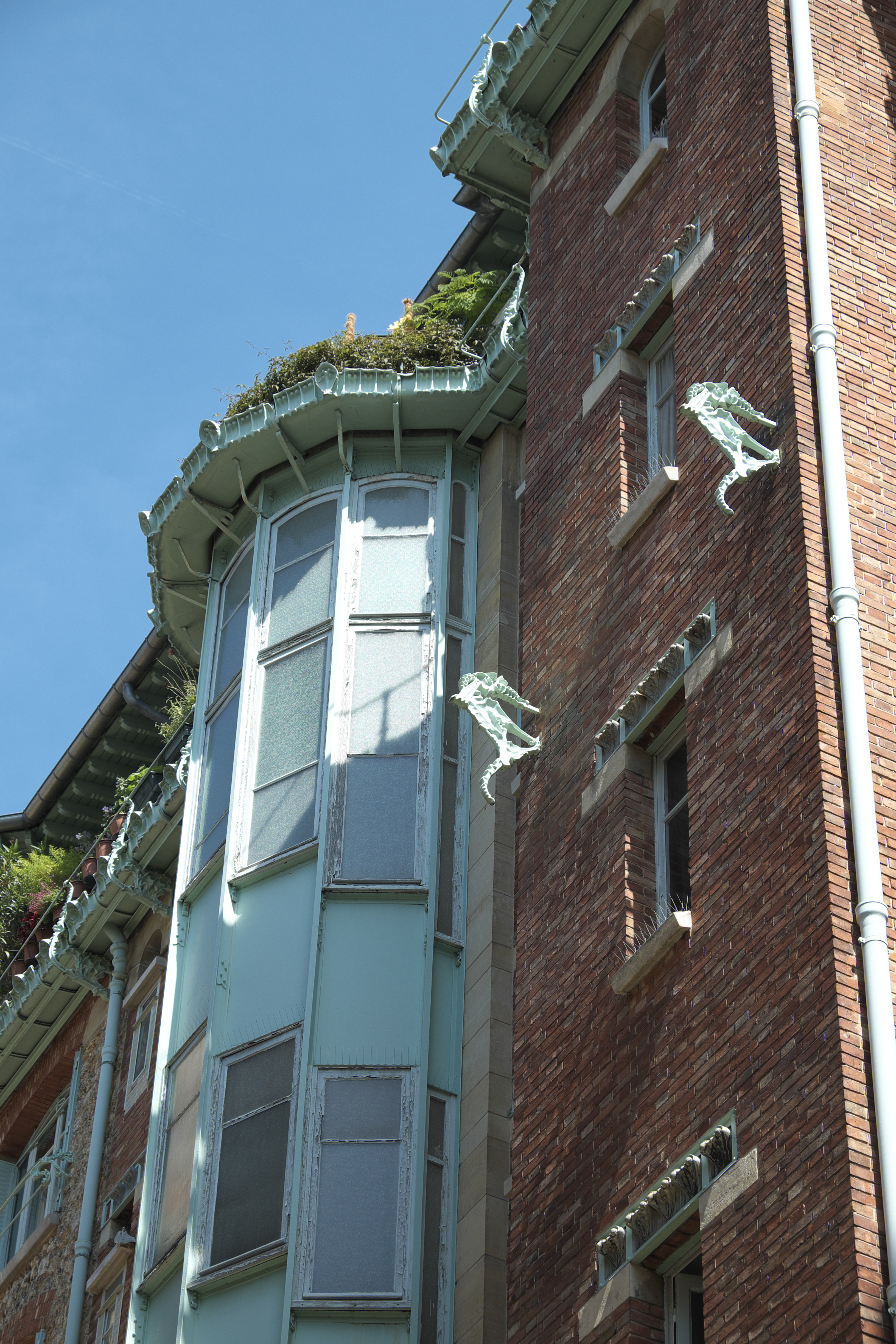
Escalera de servicio en la parte trasera del primer edificio.

También es un precepto de Viollet-le-Duc variar los materiales y los colores con una triple preocupación económica, arquitectónica y estética, para que acompañen las articulaciones entre las fachadas y contribuyan, junto con las formas elegidas, a la visibilidad de la arquitectura interior. En el Castel Béranger, «por ejemplo, los comedores son ampliados con miradores, los baños generan falsos arcos y los tramos de escaleras son reconocibles inmediatamente por la forma y la disposición escalonada de las ventanas», al menos hacia el patio, donde Guimard pudo innovar más, donde destaca asimismo la estructura metálica saliente de la escalera de servicio. En el interior, como para subrayar las diferentes etapas de la construcción, dejó visibles las vigas metálicas que sostienen los casetones de madera del encofrado —estos últimos disimulados por un yeso armado llamado fibrocortchoïna—, asignándoles un papel decorativo.
Para terminar, aunque sus decisiones estéticas quizá fueron dictadas primordialmente por preocupaciones económicas, el joven arquitecto se esforzó por optimizar el espacio, hacer entrar la luz y favorecer la ventilación. Así, no hay ascensores y la escalera de servicio, cerca de la escalera principal, está separada de ella por un muro de ladrillos de vidrio. Los apartamentos no son muy grandes —unos sesenta metros cuadrados divididos en tres o cuatro habitaciones—, pero los largos pasillos son sustituidos por antesalas al servicio de las habitaciones, que también comunican entre ellas, algunos comedores ven su muro de carga sustituido por columnillas de hierro fundido, los baños se reducen a aseos y «la secuencia cocina-despacho-comedor —[…] en la época la sala de estar principal de las clases medias— está particularmente bien diseñada», siguiendo los principios establecidos por Viollet-le-Duc en L'Histoire d'une maison (1873).

### Émulo de Horta

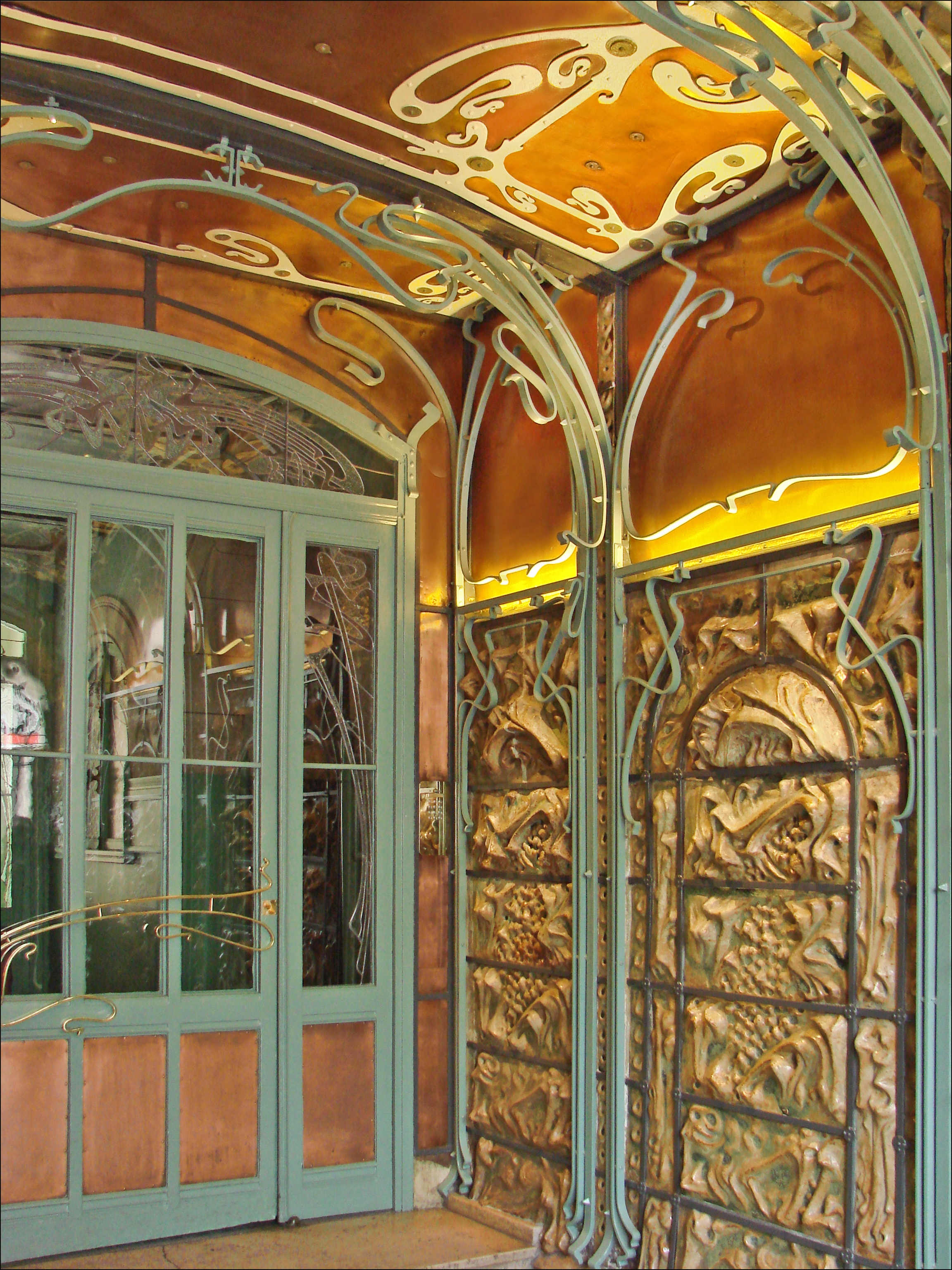
Vestíbulo del Castel Béranger.

Hector Guimard elaboró su lenguaje otorgando un valor muy expresivo a la línea, siguiendo a Victor Horta pero de otra manera. El pintor paisajista Paul Signac continúa así su descripción del Castel Béranger para La Revue Blanche: «El vestíbulo no tiene nada del banal vomitorio de caoba en falso mármol: el gres flameado de Bigot, el cobre, la chapa cortada, el mosaico de gres y el yeso lo revisten suntuosamente. Las escaleras no tienen la tortuosa gravedad de Pot-Bouille: son de audaces colores naranja, azul o verde, los muros están recubiertos de cordolova y tejidos con arabescos dinámicos, y los escalones están estirados con alfombrillas con entrelazados. Cada apartamento tiene su carácter particular: el burgués, el trabajador, el artista o el refinado podían encontrar aquí lo que les convenía».
En efecto, Guimard regresó de Bruselas convencido de que «la decoración nace de la necesidad de tener en cuenta las necesidades concretas del ocupante, para garantizarle un entorno diseñado individualmente». Inspirado todavía en su primera juventud por el estilo neogótico, manifiesta ya en sus dibujos, sus acuarelas y su caligrafía una originalidad que se desplegó después de su estimulante encuentro con Horta.
Al arquitecto belga, negándose a tomar prestadas sus formas directamente de la naturaleza, le gustaba decir que lo que le interesaba en la planta no era la flor ni la hoja sino el tallo, que se convertiría en un símbolo del modernismo. Guimard guardó en su memoria la abundancia de curvas en la decoración de la Casa Tassel, pero la interpretó de manera personal para conseguir principalmente efectos de movimiento. Según el alemán Gabriele Fahr-Becker, el tallo no es para él un ornamento gráfico como para Horta, ni un elemento de dinamismo abstracto como para el arquitecto belga Henry Van de Velde: extraído de la naturaleza pero sin imitarla, el tallo —que poco a poco invadiría sus diseños de rejas, balaustradas, mosaicos, tapices, vitrales y muebles— le sirvió para definir los espacios.
Jean-Michel Leniaud cita los pilares del patio de entrada, la puerta y los vitrales de la cabina telefónica, la fuente del patio interior, los elementos metálicos y las pinturas como elementos que recuerdan las líneas fluidas de Horta pero con «menos lírica y menos barroco». El mirador metálico en la esquina de la segunda planta sería no obstante «perfectamente hortiano» según Georges Vigne, mientras que toda la originalidad de Guimard se manifiesta en el portal, el grafismo de los mosaicos en el suelo y los vitrales, los dados realizados en lincrusta y los papeles pintados, destinados cada uno de ellos a un tipo de habitación diferente.

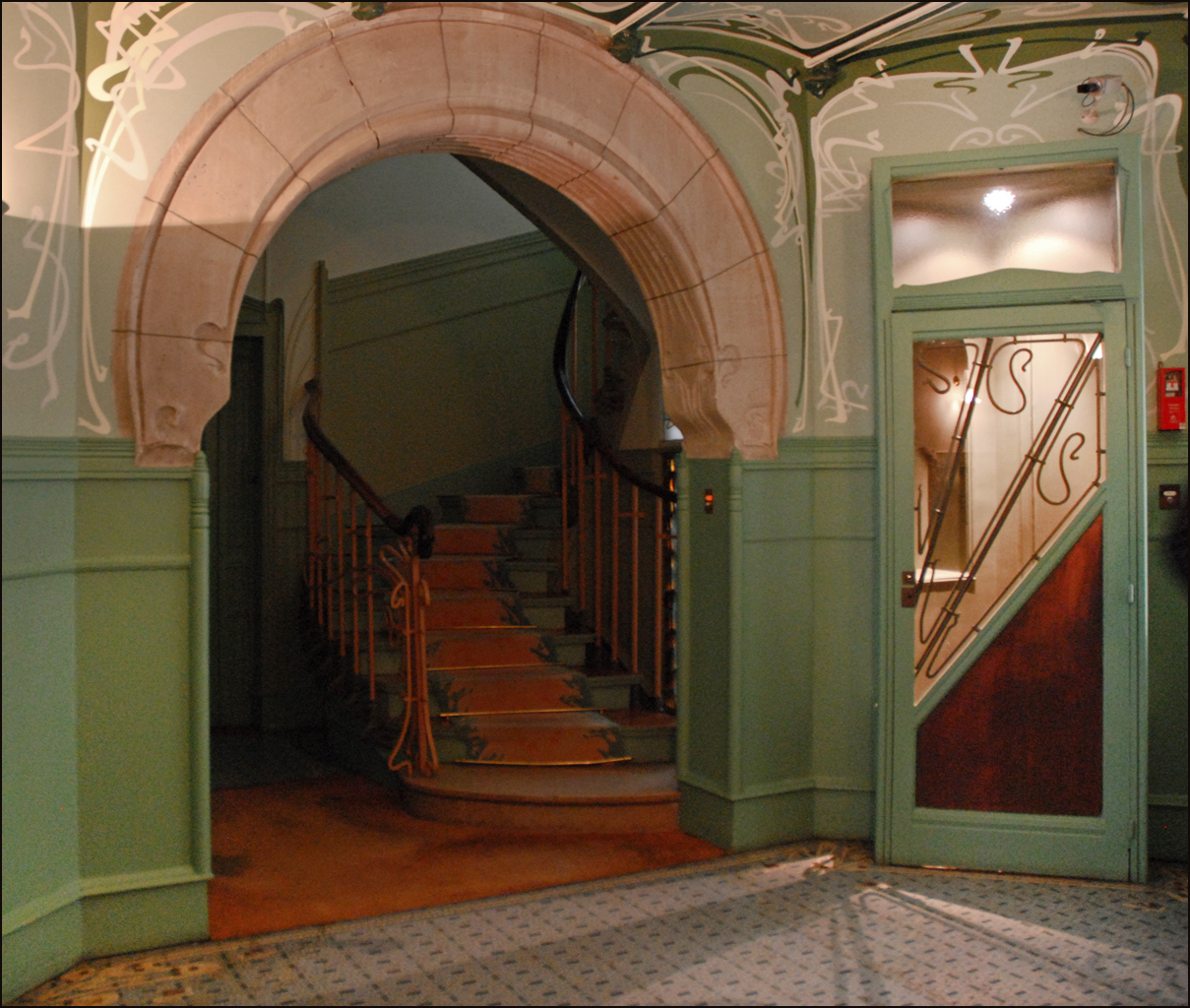
Decoraciones del vestíbulo principal.
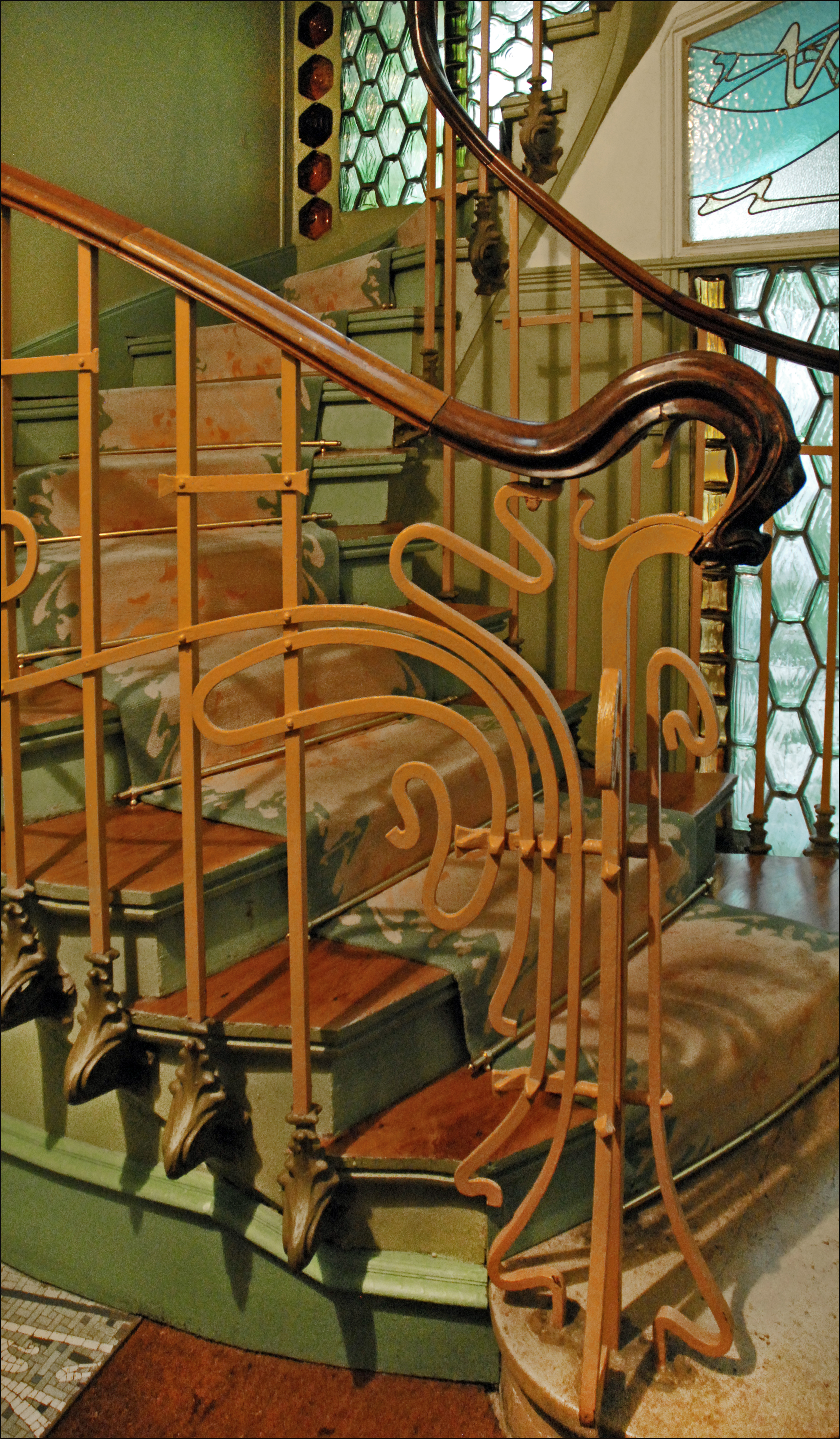
Barandilla de la escalera.
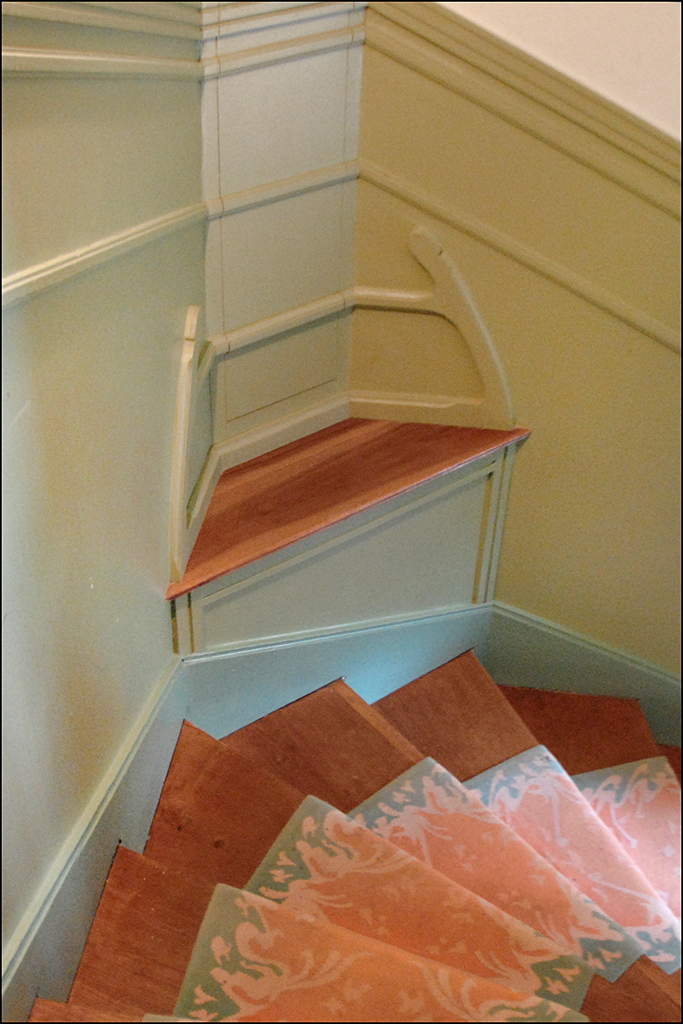
Alfombrilla de la escalera.
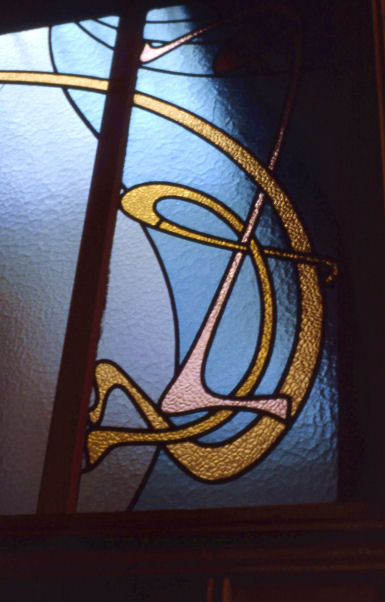
Detalle de un vitral.

Según Philippe Thiébaut, «la línea de Guimard no ofrece las sinuosidades cíclicas de la de Horta. Al contrario, el francés mantiene los trazos verticales, dando una impresión de efusiva vitalidad, y los hace desviarse repentinamente, mientras los envuelve y los hace contrastar con un juego de curvas más o menos largas, lo que produce audaces rupturas de equilibrio»: dibujando caprichosos motivos abstractos, se convertiría en representativa del estilo «latigazo» que caracteriza al modernismo, especialmente en Francia. El Castel Béranger, donde eclosionó, dio en todo caso a Guimard la «orgullosa convicción de haber alcanzado […] el rango de primer arquitecto "moderno" de su época».

## De ayer a hoy

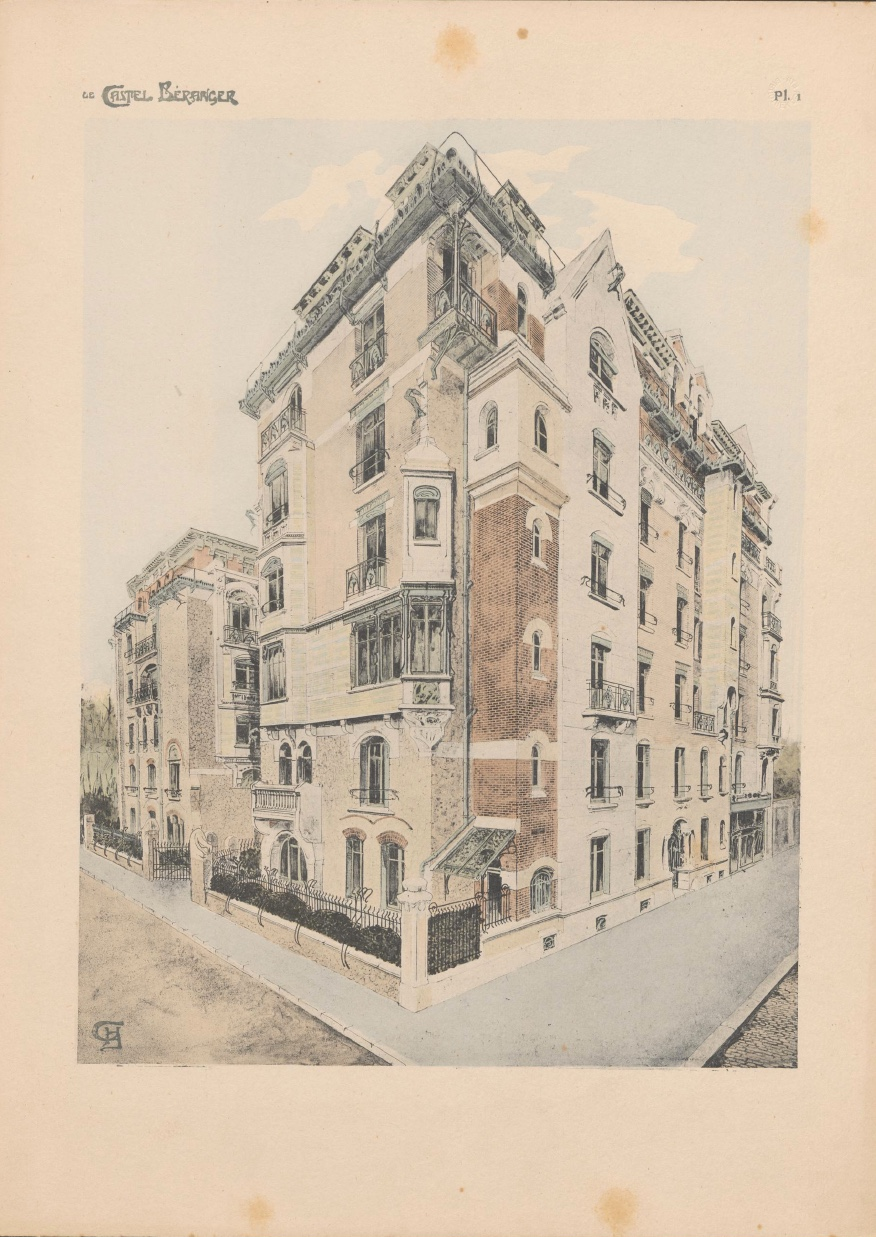
Album Castel Béranger, vista global (figura 1).

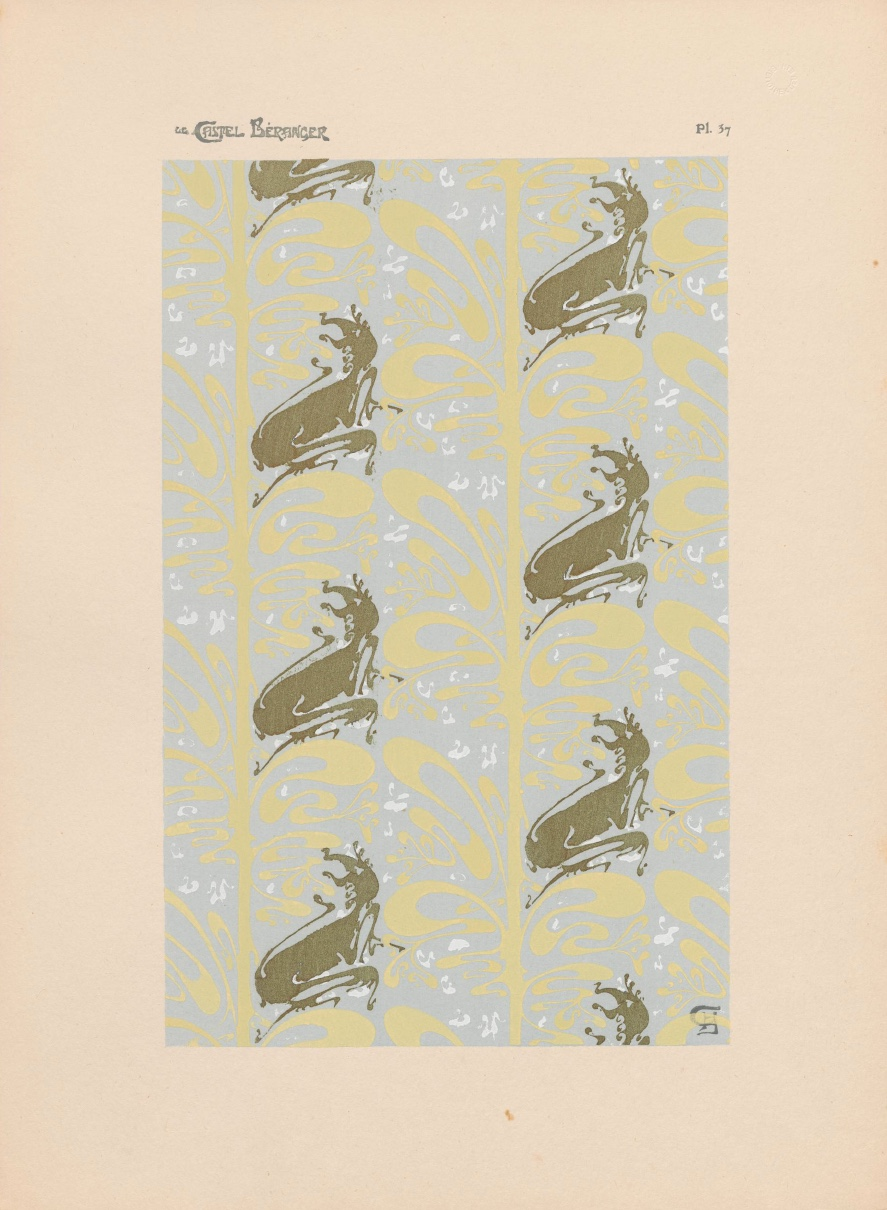
Album Castel Béranger, uno de los papeles pintados (figura 37).

Convertido reprentinamente en célebre, Hector Guimard supo orquestar muy bien su autopromoción. Sin embargo, más de la mitad de sus construcciones fueron destruidas, al igual que las de otros arquitectos modernistas, desde el período de entreguerras hasta finales de la década de 1960, cuando la especulación inmobiliaria aprovechó la desafección hacia este estilo, mientras que el Castel Béranger tuvo que esperar hasta la última década del siglo xx para ser catalogado y restaurado parcialmente.

### Acogida y promoción
Aunque el Castel Béranger no consiguió unanimidad entre sus contemporáneos, su diseñador aprovechó para lanzar en torno a él una formidable campaña publicitaria. El edificio fue criticado por aquellos que negaban todo valor estético a las creaciones modernistas como las que exponía al mismo tiempo el coleccionista y comerciante de arte Siegfried Bing en su galería de la Rue Chauchat. También fue criticado, de acuerdo con Jean-Michel Leniaud, por algunos herederos de Viollet-le-Duc que, con Anatole de Baudot a la cabeza, consideraban que Guimard se había apartado de cualquier reflexión racionalista profunda sobre el uso de los materiales y la función del edificio, traicionando así el espíritu del maestro y arriesgándose a esterilizar su propio talento.
Otras críticas provenían de una parte del público y de la prensa, que pronto comenzó a apodarlo «Castel dérangé» y, mientras el semanal Le Rire publicó una caricatura, el poeta Jean Rameau ironizó en las columnas de Le Gaulois del 3 de abril de 1899 sobre que algunos residentes la apodaban «la casa de los diablos», donde «todo […] es de la misma diablura». Algunos residentes comunicaron además al arquitecto su incomodidad, por ejemplo, con las ramas estilizadas de los papeles pintados: «No sé… Es este papel… Me produce un efecto cómico…» Paul Signac, que se mudó en la primavera de 1897 a un taller situado en la sexta planta, consideraba que «hay cosas fallidas y de mal gusto y errores y es demasiado estridente, demasiado claro y demasiado espantoso».
Sin embargo, en unos meses el pintor olvidó sus reticencias y los «zigzags» de Guimard para ser sensible solo a los aspectos prácticos de la vivienda moderna, donde pronto tendrá como vecino al arquitecto y decorador Tony Selmersheim. El arquitecto y crítico de arte Frantz Jourdain asumió ardientemente la defensa de las audaces innovaciones de su joven colega, mientras que el crítico de arte Victor Champier publicó un largo elogio del edificio en la edición de enero de 1899 de su Revue des Arts Décoratifs. Así, el Castel Béranger, un simple inmueble de renta, se convirtió «de la noche a la mañana en un fenómeno arquitectónico al que se tenía que ir a admirar», mientras su creador le dio una publicidad que irritó incluso a algunos de sus amigos.
En 1896 autorizó al arquitecto Louis-Charles Boileau a dedicar un artículo al Castel, manteniendo el control de las imágenes y cartas postales. En 1898 preparó un álbum de lujo que publicó en noviembre en Rouam & C.ie con el título El arte en la vivienda moderna, el Castel Béranger, obra de Hector Guimard: en él, sesenta y cinco figuras con dibujos, fotografías y acuarelas de su mano, reproducidas a color por huecograbado, muestran el exterior del Castel y numerosos detalles decorativos de los interiores, junto con algunos modelos de muebles que no se encontraban en el edificio pero completaban esta operación promocional.

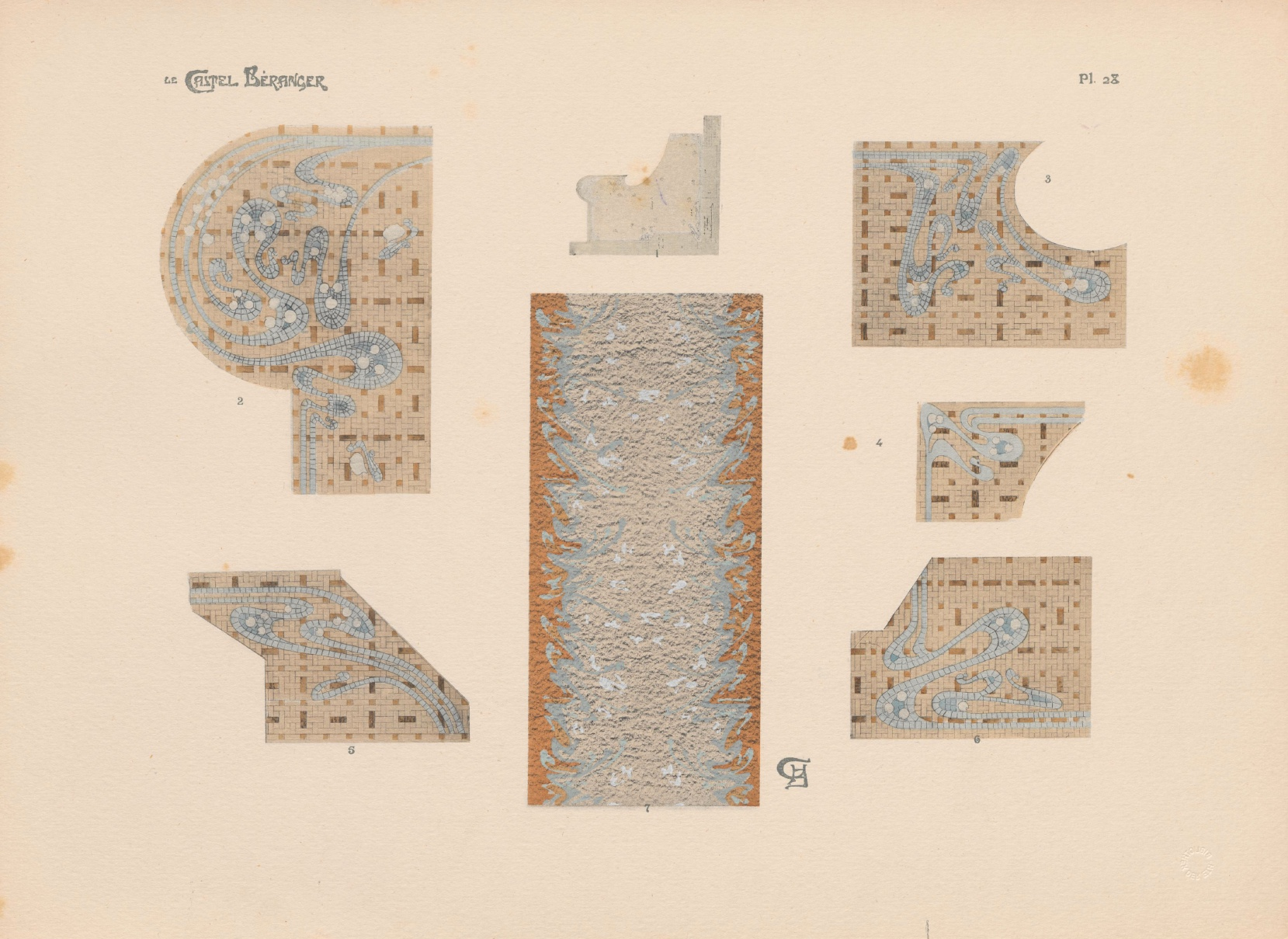
Motivos de una alfombrilla de escalera y mosaicos en el suelo (figura 28).
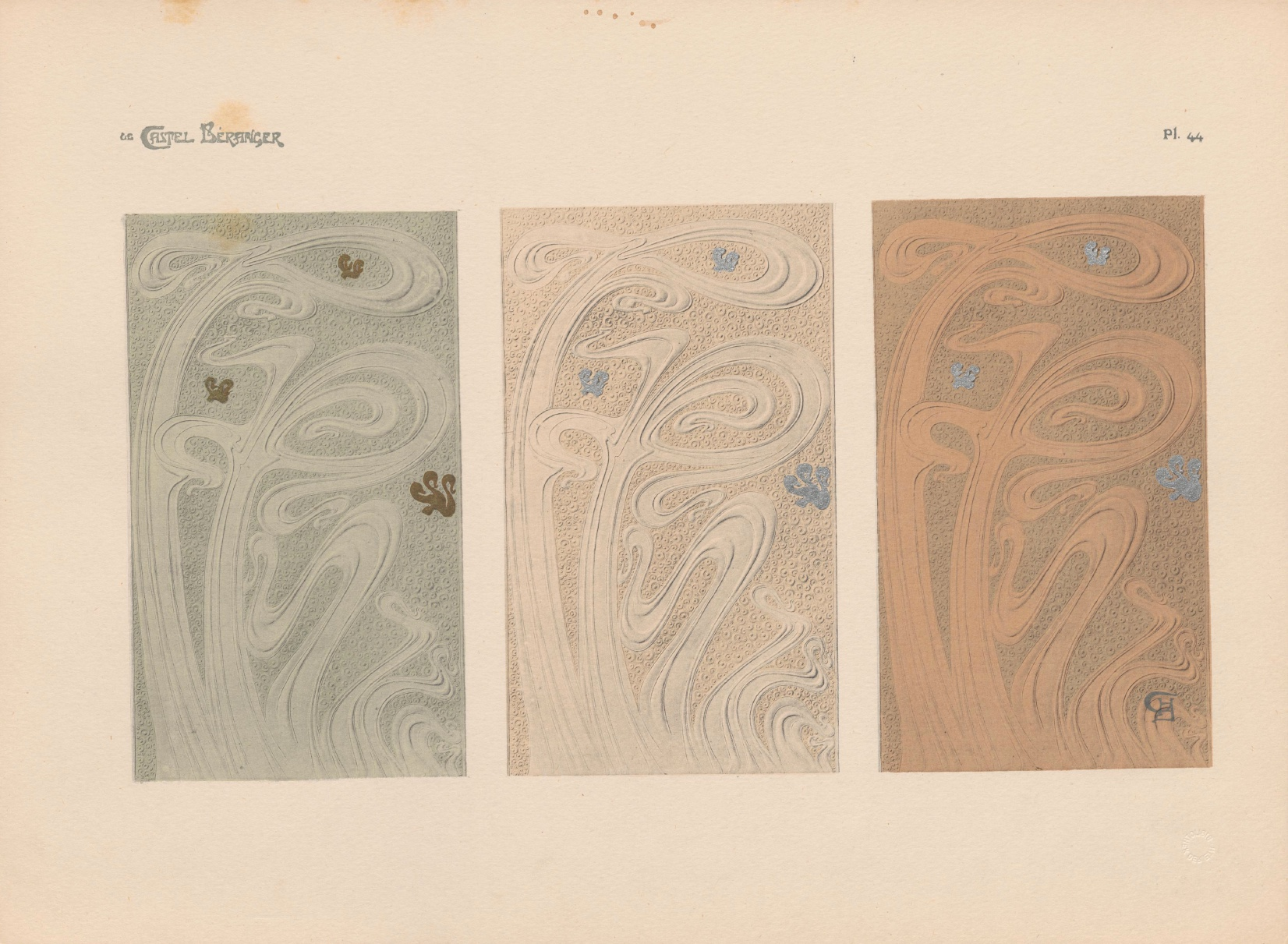
Motivos de dados en lincrusta (figura 44).
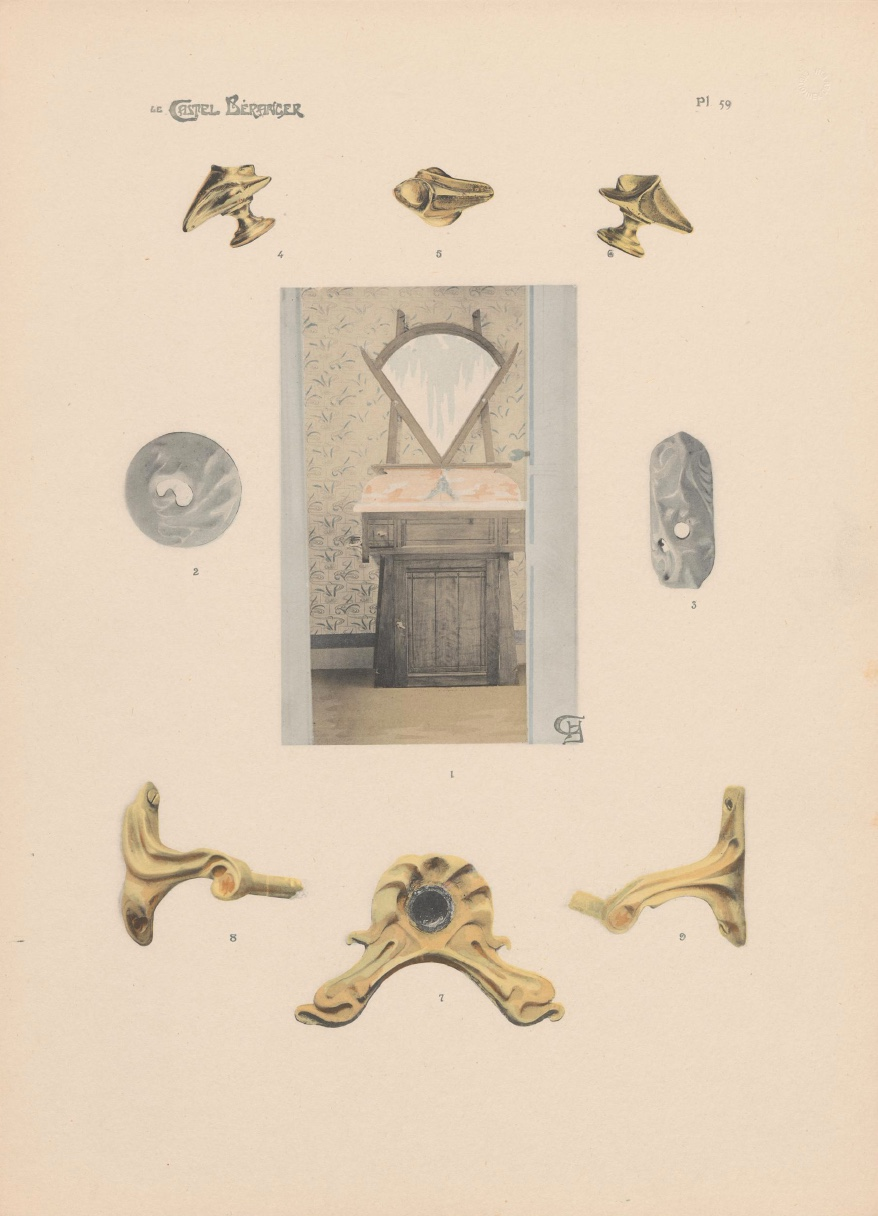
Accesorios y mueble de baño (figura 59).
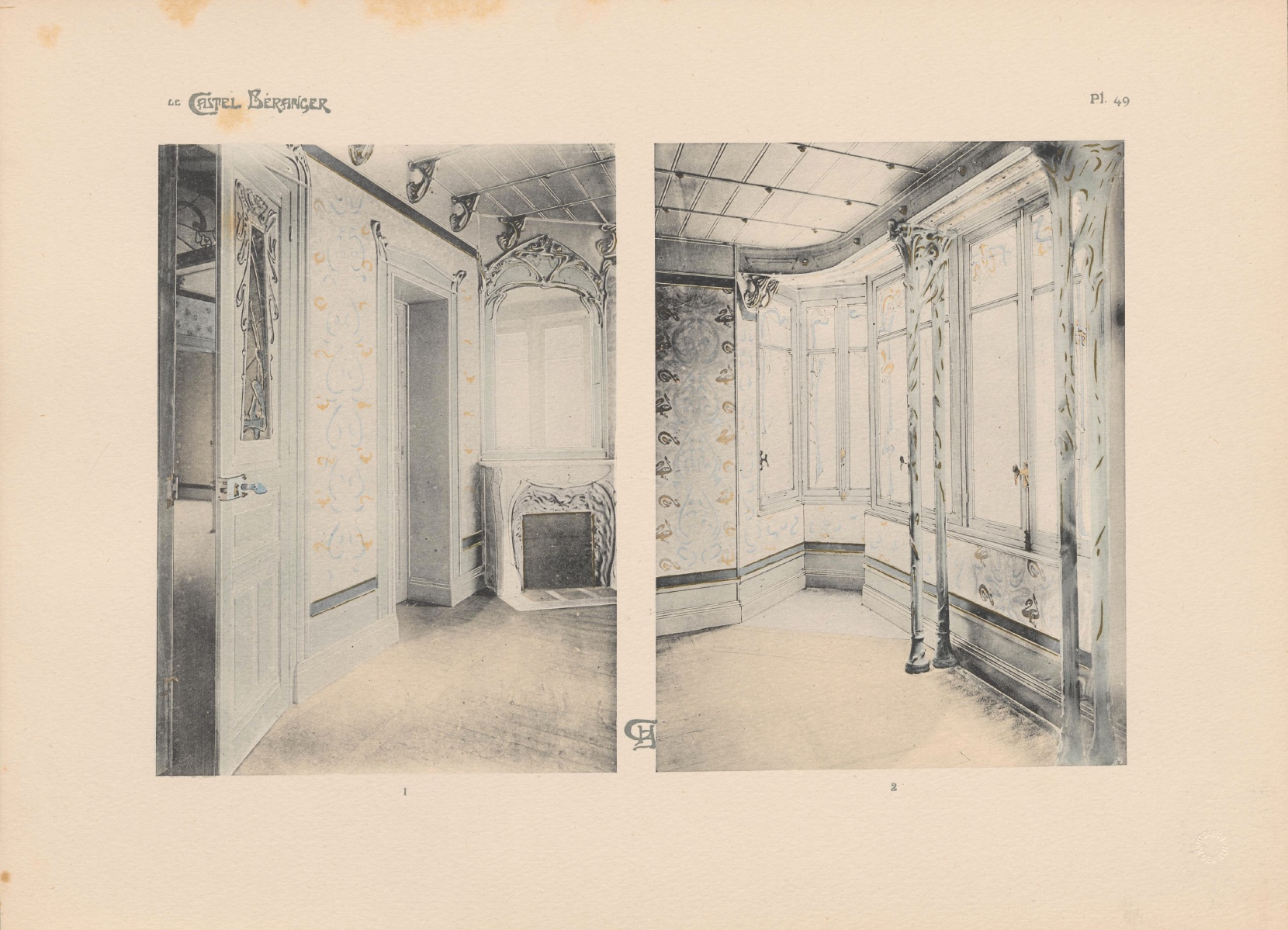
Dos habitaciones (figura 49).

Además, en marzo de 1899 estaba previsto que se realizara en los salones de Le Figaro una exposición monográfica con dos conferencias del arquitecto y decorador —que en las tarjetas de invitación alardeaba del «estilo nuevo» del edificio—, pero consiguió posponer la inauguración al 4 de abril para poder hacer valer su éxito en el primer Concurso de Fachadas de la Villa de París, premio que hizo grabar a la izquierda del portal principal del Castel. Esta experiencia confirmó a Guimard la idea de que debía usar de todo en el abanico publicitario si quería promover su obra y su concepción de la modernidad.

### Rehabilitaciones
Tras medio siglo de desinterés y destrucciones, el redescubrimiento de las obras maestras que se conservaban de Hector Guimard hizo que se revaluara la importancia del Castel Béranger: de acuerdo con Georges Vigne, «los estudios sobre la arquitectura parisina del siglo xix terminan casi todos con el Castel Béranger […]. Similarmente, las obras dedicadas a la arquitectura del siglo xx se abren habitualmente con este edificio». Con esta realización nació ciertamente una nueva estética, a partir de la cual su diseñador consideró el «estilo Guimard» como único sinónimo de modernidad. Algunos detalles como los ornamentos de hierro inspiraron a los diseñadores de otros inmuebles de renta parisinos, y Guimard se convirtió en un «arquitecto de arte» —según sus propias palabras— muy demandado, que hasta la Primera Guerra Mundial edificaría numerosos hôtels particuliers y villas dentro y fuera de la capital, sin contar el diseño de las entradas y edículos del Metro de París.

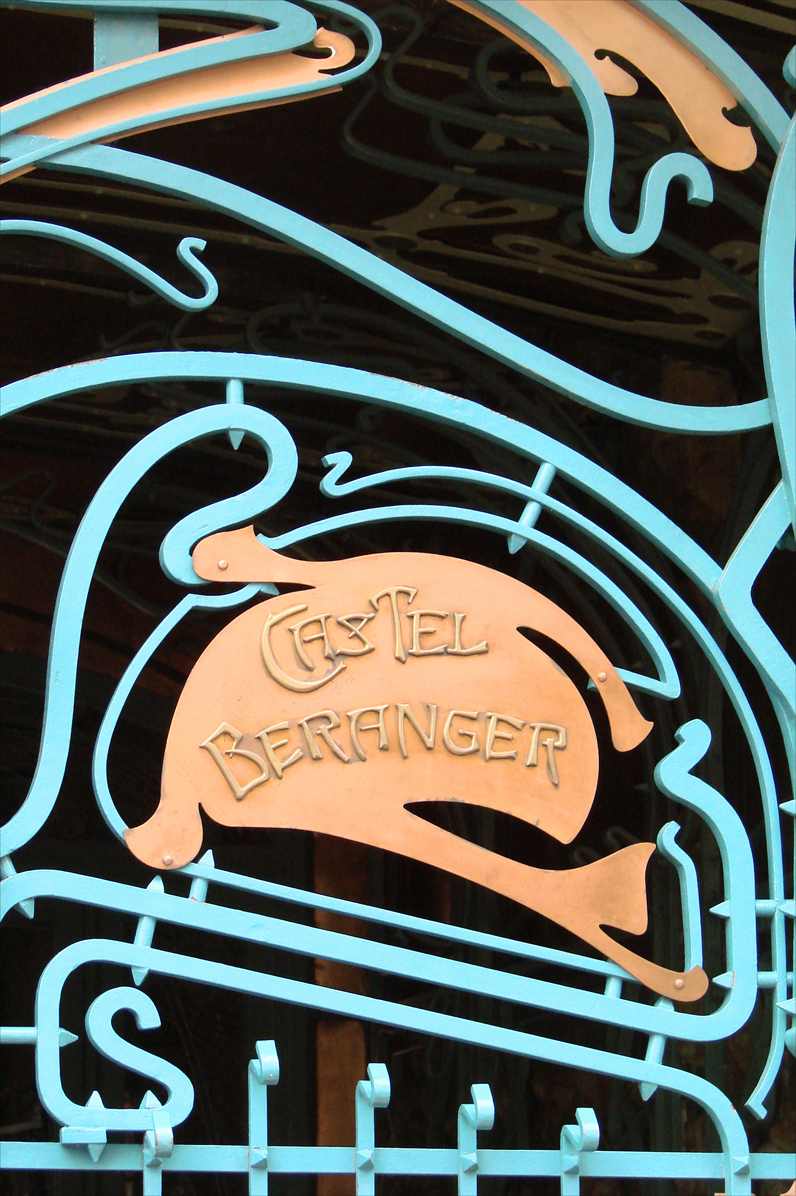
Placa de cobre del portal principal.

A partir de la década de 1920, lo que sus detractores llamaban el «estilo de fideos» cayó poco a poco en descrédito y el arquitecto evolucionó en sus proyectos, hasta abandonar por un apartamento más «moderno» el hôtel particulier que se había construido en la Avenue Mozart entre 1909 y 1912. La presión inmobiliaria hizo el resto: los edificios modernistas fueron destruidos masivamente en la capital y desapareció una gran parte de la obra del arquitecto, a partir de la década de 1930 pese a los esfuerzos de su antiguo compañero en la Escuela de Bellas Artes de París Auguste Bluysen, en la posguerra pese a los de su viuda, Adeline Guimard, que regresó de los Estados Unidos en 1948 con la voluntad de perpetuar el recuerdo de su esposo, y hasta finales de la década de 1960.
En ese mismo momento, sin embargo, renació en Francia el interés por el modernismo. El entonces ministro de Cultura, André Malraux, consiguió la inscripción del Castel Béranger en el inventario suplementario de monumentos históricos el 5 de julio de 1965, y un decreto del 6 de agosto de 1975 indicó que se debía proteger como manifiesto del modernismo. El inmueble fue declarado monumento histórico de Francia el 31 de julio de 1992.
Transformado en condominio en 1998, el complejo del Castel Béranger fue rehabilitado y restaurado entre 1999 y 2001. En 2009-2010 se emprendió otra campaña de restauración: la consulta de los fondos Guimard conservados en el Museo de Orsay permitió reconstituir una parte del antiguo taller de Guimard, restituir las decoraciones del vestíbulo de entrada y restablecer, además de la linterna del patio y el grifo de la fuente, la famosa placa de cobre que había desaparecido del portal de la Rue Jean-de-La-Fontaine.
En julio de 2017, para el 150.º aniversario del nacimiento del arquitecto, se realizó una exposición en la Junta del Distrito XVI para la cual la asociación Le Cercle de Guimard fabricó una maqueta del Castel Béranger y reeditó algunos papeles pintados según la técnica original de impresión en plancha.